# دوبله

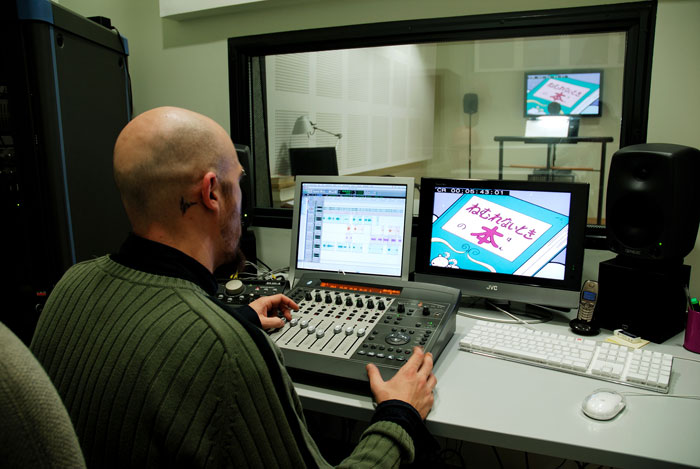
استودیو دوبلاژ

دوبله (به انگلیسی: Dubbing) (واژهٔ مصوب فرهنگستان: صداگذاری)، یا دوبلاژ (به فرانسوی: Doublage)، یک فرایند پس از تولید است که در صنعت فیلم‌سازی و تولید ویدیو انجام می‌شود. در این فرایند، ضبط‌های اضافی یا تکمیلی توسط صداگذار با صدای تولیدی اصلی «میکس» یا سینک می‌شوند. صداگذاری به معنای جداسازی، حذف یا تغییر صدای زبان تولیدی فیلم است؛ به عبارت دیگر، به فرایند ساخت صداهای مختلف و تطبیق آن‌ها با یک صحنه از فیلم، از طریق منابع صوتی گوناگون که توسط صداگذار انجام گرفته شود؛ صداگذاری گفته می‌شود. همچنین در اصطلاح دیگر، «دوبله» به بیان گفت‌وگوها یا گفتار فیلم به زبان دیگر، براساس متن ترجمه‌شده اشاره دارد که «دوبله کردن» (گفتارگردانی) نامیده می‌شود.
اصطلاح «دوبلور» در فرهنگ گفتاری مردم ایران به‌طور خاص به کسانی اطلاق می‌شود که در کار صداپیشگی فعالیت می کنند.
دوبلاژ (که با نام‌های صداگذاری مجدد یا میکس نیز شناخته می‌شود)، یک فرایند پساتولید در فیلم‌سازی و تولید ویدیو است که در آن، صداهای مکمل (که با عنوان doubles شناخته می‌شوند) با لب‌خوانی و تصویر هماهنگ شده و با صدای تولیدشدهٔ اصلی ترکیب می‌شوند تا محصول نهایی را بسازند.
معمولاً این فرایند در فیلم‌ها با جایگزینی زبان اصلی انجام می‌شود تا نسخهٔ دوبله شده‌ای به زبان مقصد ارائه گردد. پس از آنکه تدوین‌گران صدا، تمام بخش‌های لازم - شامل دیالوگ، جایگزینی خودکار دیالوگ (ADR)، جلوه‌های صوتی، فولی و موسیقی - را ویرایش و آماده کردند، میکسرهای دوبله وارد عمل می‌شوند تا همهٔ این عناصر را تنظیم و صدای نهایی فیلم را ضبط کنند. به میکس صدا (Audio mixing) آمیختن صدا یا صدامیزی نیز گفته می‌شود.
گرچه دوبلاژ و ADR فرایندهایی مشابه هستند که بر بهبود یا جایگزینی صدای دیالوگ تمرکز دارند، اما در ADR، خودِ بازیگرانِ اصلی مجدداً صدا را ضبط و با تصویر همگام می‌کنند. این کار به فیلم‌سازان اجازه می‌دهد دیالوگ‌هایی که به دلیل مشکلات فنی، فیلم‌نامه یا نویز پس‌زمینه، یا کیفیت پایین ضبط اولیه، مناسب نبوده‌اند را جایگزین کنند.
واژهٔ «دوبلاژ» همچنین به‌طور رایج به جایگزینی صدای بازیگران اصلی با صدای بازیگران دیگر (معمولاً به زبان‌های مختلف برای مخاطبان بین‌المللی) اطلاق می‌شود.
وقتی صدای یک شخصیت به‌طور کامل از ابتدا برای یک انیمیشن تولید می‌شود، از اصطلاح «صدای اصلی» استفاده می‌شود؛ زیرا این رسانه‌ها اغلب قبل از پیاده‌سازی صدا، تا حدی تکمیل می‌شوند. کار صداپیشگی در این موارد، بخشی از فرایند تولید به‌حساب می‌آید و بنابراین «صِدای رسمی» محسوب می‌شود.
 در برخی دوبله ها صدا های پیش زمینه که وقتی کسی یا شخصیتی حرف میزند بی صدا میشود و فقط صدای کارکتر میاد ولی در برخی دوبله ها با فناوری بی کلام و دوبله میشوند.

## ریشه‌ها
فیلم‌ها، ویدیوها، و گاهی بازی‌های ویدیویی به زبان محلی، یک بازار خارجی دوبله می‌شوند. در توزیع بین‌المللی، دوبله در فیلم‌های سینمایی، فیلم‌های تلویزیونی، مجموعه‌های تلویزیونی، کارتون‌ها، انیمه‌ها و تله‌نولاها رایج است.
در بسیاری از کشورها، دوبلاژ (حداقل تا حدی) به دلایل سیاسی اتخاذ شد. در حکومت‌های اقتدارگرا مانند ایتالیای فاشیستی (۱۹۲۲ تا ۱۹۴۳) و اسپانیای فرانکو، دوبلاژ ابزاری برای اعمال سیاست‌های ایدئولوژیک بود؛ از جمله حذف ارجاعات منفی به کشور و رهبرانش و ترویج زبان استاندارد ملی به قیمت حذف گویش‌ها و زبان‌های اقلیت. در آلمان تحت اشغال متفقین پس از نازی‌ها، دوبلاژ برای کم‌رنگ جلوه دادن وقایع تاریخی اخیر کشور به کار رفت؛ مانند دوبلاژ فیلم بدنام اثر آلفرد هیچکاک که در آن، سازمان نازیِ محور داستان به یک باند قاچاق مواد مخدر تغییر داده شد. نخستین فیلمی که پس از جنگ جهانی دوم دوبله شد، Konstantin Zaslonov (محصول ۱۹۴۹) بود که از زبان روسی به زبان چکی دوبله شد.
در اروپای غربی پس از جنگ جهانی دوم، دوبلاژ برای بسیاری از تهیه‌کنندگان فیلم جذاب بود، چراکه امکان تولید مشترک بین شرکت‌های چند کشور را فراهم می‌کرد و به آن‌ها اجازه می‌داد منابع را به اشتراک بگذارند و از حمایت مالی دولتی چند کشور بهره‌مند شوند. استفاده از دوبلاژ باعث می‌شد بازیگران بین‌المللی بتوانند به زبان مورد نظر خود بازی کنند و بعداً نسخهٔ دوبله‌شده برای توزیع آماده شود.

## روش‌ها

### جایگزینی خودکار دیالوگ/پس‌همگام‌سازی
جای‌گذاری خودکار دیالوگ (ADR) فرایند ضبط مجدد دیالوگ‌ها توسط بازیگر اصلی (یا بازیگر جایگزین) پس از پایان فیلم‌برداری است که برای بهبود کیفیت صدا یا تغییر دیالوگ‌های اولیه انجام می‌شود.  
در دوران اولیهٔ سینمای ناطق، یک حلقه از فیلم برای هر صحنه‌ای که نیاز به ضبط مجدد داشت بریده و به هم چسبانده می‌شد، سپس حلقه‌ها یکی‌یکی در دستگاه پخش، بارگذاری می‌شدند. برای هر صحنه، حلقه به‌طور مکرر پخش می‌شد و صداپیشه تلاش می‌کرد دیالوگ‌ها را با اجرای تصویری هماهنگ کند. این روش به نام «حلقه‌زدن» یا «جلسهٔ حلقه‌زدن» ("looping" یا a "looping session") شناخته می‌شد. بارگذاری مکرر حلقه‌ها، در حالی‌که بازیگر و عوامل منتظر بودند، خسته‌کننده بود. بعدها، نوار ویدیویی و سپس فناوری دیجیتال جایگزین حلقه‌های فیلم شد و این فرایند به‌عنوان ADR یا «جای‌گذاری خودکار دیالوگ» شناخته شد.
در تولید معمول فیلم، صدابردار صحنه دیالوگ‌ها را حین فیلم‌برداری ضبط می‌کند. در مرحلهٔ پساتولید، یک تدوین‌گر صدا یا ناظر ADR همهٔ دیالوگ‌های فیلم را بازبینی می‌کند و تصمیم می‌گیرد کدام بخش‌ها باید مجدداً ضبط شوند. ADR در یک جلسهٔ تخصصی در استودیو ضبط انجام می‌شود. برداشت‌های متعددی ضبط می‌گردند و مناسب‌ترین برداشت به‌عنوان نسخه نهایی انتخاب می‌شود؛ یا بخش‌هایی از برداشت‌های مختلف ممکن است با هم ویرایش شوند. فرایند ADR لزوماً همیشه در استودیو انجام نمی‌شود؛ گاهی با تجهیزات قابل‌حمل در محل ضبط می‌شود. همچنین می‌توان بدون نمایش تصویر برای بازیگر، تنها با پخش صدای اولیه، ADR را انجام داد؛ زیرا برخی بازیگران معتقدند دیدن بازی خود، اجرای مجددشان را تضعیف می‌کند. ممکن است کارگردان در جلسات ADR حضور داشته باشد یا این کار را به تدوین‌گر صدای مورد اعتماد، متخصص ADR و خود بازیگران واگذار کند.
از سال ۲۰۲۰ فرایند خودکار ADR شامل تکنیک‌هایی مانند نمایش خودکار دیالوگ‌ها روی صفحه برای بازیگر، نشانه‌گذاری‌های خودکار، جابجایی تراک صوتی برای هم‌زمانی دقیق و الگوریتم‌های تنظیم زمان برای کشش یا فشرده‌سازی بخش‌هایی از یک دیالوگ گفتاری است.  
نرم‌افزارهایی وجود دارند که می‌توانند کلمات از پیش ضبط‌شده را از نویز محیط جدا کرده، قله‌های صدا را تشخیص دهند و اجرای جدید را به‌طور خودکار با صدای اصلی هماهنگ کنند تا هم‌زمانی دقیق حاصل شود.
گاهی بازیگری غیر از بازیگر اصلی در ADR استفاده می‌شود.  
مثلاً شخصیت دارث ویدر در فیلم جنگ‌های ستاره‌ای ابتدا توسط دیوید پراوس با لباس و ماسک کامل بازی شد، و سپس در مراحل پس از تولید صدای او توسط جیمز ارل جونز دوبله شد. در هند، این فرایند به‌سادگی با نام «دوبله» شناخته می‌شود؛ در حالی‌که در بریتانیا، به آن «پسادوبله» یا "post-sync" نیز می‌گویند. صداگذاری برای انیمیشن (چه به‌صورت تصویرسازی رایانه‌ای و چه کارتون) نیز گاهی با عنوان ADR شناخته می‌شود، هرچند معمولاً جایگزین صدای قبلی نیست.
فرایند ADR ممکن است برای موارد زیر به‌کار رود:
- حذف نویزهای اضافی مانند صدای تجهیزات تولید، ترافیک، باد یا دیگر صداهای ناخواستهٔ محیطی
- تغییر دیالوگ‌های اصلی ضبط‌شده در صحنه برای روشن‌تر شدن زمینه
- بهبود ادای کلمات یا اصلاح لهجه
- بهبود زمان‌بندی کمیک یا دراماتیک
- اصلاح مشکلات فنی در همگام‌سازی
- استفاده از اجرای خوانندگی با کیفیت استودیویی یا جایگزینی صدا برای بازیگرانی که خوانندگی ضعیفی دارند
- افزودن یا حذف محتوایی برای ملاحظات قانونی (مانند حذف نام تجاری ثبت‌نشده)
- افزودن یا حذف تبلیغات محصول
- اصلاح جمله‌ای که اشتباه ادا شده ولی در هنگام فیلم‌برداری متوجه آن نشده‌اند
- جایگزینی «زبان نامناسب» برای پخش تلویزیونی

نمونه‌های دیگر شامل موارد زیر هستند:
- جین هیگن صداپیشهٔ دبی رینولدز در دو صحنه از فیلم آواز در باران (۱۹۵۲ / ۱۳۳۱) بود. جالب آنکه داستان فیلم دربارهٔ شخصیت کتی سلدون (بازیگر نقش رینولدز) است که صدای خود را به‌جای شخصیت لینا لامونت (با بازی Hagen) قرض می‌دهد، چون صدای لینا زننده و با لهجهٔ نیویورکیِ شدید بود. Hagen برای دوبلهٔ شخصیت کتی از صدای طبیعی و دلنشین خودش استفاده کرد.
- مارنی نیکسون صدای آواز شخصیت الایزا دولیتل (که نقش او را آدری هپبورن بازی می‌کرد) را در فیلم موزیکال بانوی زیبای من (۱۹۶۴) اجرا کرد. نیکسون همچنین صدای آواز دبورا کار در پادشاه و من (فیلم ۱۹۵۶) و ناتالی وود در داستان وست ساید (فیلم ۱۹۶۱) را اجرا کرده‌است.
- ری پارک که نقش دارث ماول را در جنگ ستارگان: قسمت اول – تهدید شبح ایفا کرد، صدایش توسط پیتر سرافیناویچ دوبله شد.
- بازیگران فرانسوی فیلیپ نوآره و ژاک پرن در فیلم سینما پارادیزو به ایتالیایی توسط ویتوریو دی پریما و چزاره باربتی دوبله شدند.
- آرنولد شوارتزنگر، بدنساز اتریشی، در فیلم هرکول در نیویورک دوبله شد.
- کارلوس مونزون، بوکسور آرژانتینی، برای نقش اصلی در فیلم مریم توسط یک بازیگر حرفه‌ای دوبله شد.
- گرت فروبه که نقش اوریک گلدفینگر  را در فیلم گلدفینگر جیمز باند بازی کرد، توسط مایکل کالینز دوبله شد.
- جرج لازنبی در نقش جیمز باند در فیلم در خدمت سرویس مخفی ملکه در بخشی از فیلم توسط جرج بیکر دوبله شد، چرا که باند در آن صحنه در حال ایفای نقش مبدل و تقلید صدای شخصیت بیکر بود.
- اندی مک‌داول در نقش جین در فیلم گری‌ستوک: افسانه تارزان، ارباب گوریل‌ها توسط گلن کلوز دوبله شد.
- تام هاردی که نقش بین (کمیک) را در شوالیه تاریکی برمی‌خیزد بازی کرد، نیمی از دیالوگ‌های خود را دوباره دوبله کرد تا درک آن‌ها برای بینندگان راحت‌تر شود.
- هاروی کایتل در فیلم زحل ۳ در پس‌تولید توسط روی دوتریس دوبله شد.
- دیو کولیر دیالوگ‌های سانسورشده را به‌جای ریچارد پرایر در نسخه‌های تلویزیونی چند فیلم اجرا کرد.
- داگ جونز در فیلم چهار شگفت‌انگیز: قیام موج‌سوار نقره‌ای توسط لارنس فیشبرن دوبله شد.

### نوار ریتمو
یک روش جایگزین برای دوبله، با عنوان «نوار ریتمو» یا باند ریتمو («rythmo band» یا «لب‌زنی») شناخته می‌شود که به‌طور تاریخی در کانادا و فرانسه استفاده شده‌است. این روش راهنمای دقیق‌تری برای بازیگران، کارگردان‌ها و تکنسین‌ها فراهم می‌کند و می‌تواند مکمل روش سنتی ADR باشد و در واقع یک نوار شفاف ۳۵ میلی‌متری است که دیالوگ‌ها به‌صورت دستی با مرکب هندی روی آن نوشته می‌شود؛ همراه با نشانه‌های متعدد برای بازیگر—از جمله خنده، گریه، طول هجاها، صداهای دهانی، نفس‌کشیدن و باز و بسته شدن دهان.
زمان صرف‌شده در استودیو با این روش کارآمدتر می‌شود؛ چراکه با کمک متن متحرک، تصویر و نشانه‌های صوتی، بازیگران می‌توانند خطوط بیشتری را در هر ساعت اجرا کنند؛ در مقایسه با روش ADR که فقط شامل تصویر و صداست.  
در ADR، بازیگران به‌طور میانگین ۱۰ تا ۱۲ خط در ساعت می‌گویند، در حالی‌که نوار ریتمو امکان اجرای ۳۵ تا ۵۰ خط در ساعت را فراهم می‌کند.

### فرایند ترجمه
برای دوبله به زبانی غیر از زبان اصلی، فرایند دوبله شامل مراحل زیر است:
1. ترجمه
2. نگارش دیالوگ:                                                                                                                                                                                                                                 
  - تقسیم‌بندی برداشت‌ها
  - درج نشانه‌های مخصوص دوبله
  - نگارش دیالوگ و تقلید از گفتار طبیعی
  - هماهنگی با حرکات لب (Lip-sync)

گاهی مترجم هر پنج مرحله را انجام می‌دهد. در موارد دیگر، مترجم فقط یک ترجمهٔ اولیه ارائه می‌دهد و یک نویسندهٔ دیالوگ بقیه را انجام می‌دهد.  
با این حال، تخصص زبانی مترجم و نویسندهٔ دیالوگ متفاوت است؛  
مترجم باید در زبان مبدأ مهارت داشته باشد، در حالی که نویسندهٔ دیالوگ باید به زبان مقصد مسلط باشد.

#### نگارش دیالوگ
نقش نویسندهٔ دیالوگ این است که ترجمه را در زبان مقصد طبیعی جلوه دهد و آن را به دیالوگی باورپذیر تبدیل کند، نه صرفاً یک متن ترجمه‌شده.
وظیفهٔ دیگر نویسندهٔ دیالوگ این است که بررسی کند آیا ترجمه با حرکات دهان شخصیت روی صفحه مطابقت دارد یا نه، که این کار از طریق خواندن هم‌زمان با بازی بازیگر (character) انجام می‌شود.  
نویسندهٔ دیالوگ معمولاً همراه با بازیگران یا صداپیشگان در محل ضبط حضور دارد تا اطمینان یابد که دیالوگ‌ها دقیقاً به همان شکل که نوشته شده‌اند، اجرا می‌شوند و هیچ ابهامی در نحوهٔ خوانش آن‌ها (تأکید، لحن و آهنگ جمله، تلفظ، ادا، تلفظ درست واژه‌های بیگانه و...) وجود ندارد.  
هدف کلی این است که متن نهایی، توهم واقعی بودن زبان گفتاری را ایجاد کند.  
یک محصول بومی‌سازی موفق این حس را منتقل می‌کند که شخصیت اصلی واقعاً به زبان مقصد صحبت می‌کند.  
بنابراین، در فرایند بومی‌سازی، جایگاه نگارش دیالوگ یا ترانه از اهمیت ویژه‌ای برخوردار است.

## صداگذاری
«صداگذار» براساس صداهای ضبط شده در هنگام فیلمبرداری که به همراه نسخه فاین کات و با شات لیست به او تحویل داده می‌شود کار خود را شروع می‌کند.
صداگذار براساس موقعیت زمانی و مکانی فیلم بایستی علاوه بر استفاده از صداهای موجود که در سر صحنه ضبط شده‌اند و در نظر او از لحاظ فنی قابل استفاده هستند، توسط یک فولی‌من یا فولی‌واکر بعضی صداها را مانند صدای پا، صدای نفس‌نفس زدن کاراکترها و صدای اشیاء مورد استفاده در صحنه، مانند چکاوک شمشیرها و تمامی صداهایی که مورد استفاده فیلم است و در حین فیلمبرداری ضبط نشده یا خیلی ضعیف ثبت شده و قابل استفاده نیستند را بازآفرینی و ضبط می‌نماید و با استفاده از صداهای آرشیوی بقیه صداها را مانند صدای محیط، صدای زوزه باد، صدای رعد و برق، شیههٔ اسب، و… را به فراخور صحنه آماده و بر روی فیلم میکس می‌کند.
در استودیوی دوبلاژ با استفاده از نرم‌افزارهای موجود میکس صدا تمامی صداها با هم مخلوط شده و بعضی صداها توسط این نرم‌افزارها به‌صورت اکولایزر براساس قصهٔ فیلم و در جهت ایجاد حس و حال فیلم تغییر می‌یابند؛ مانند تیز کردن صدا، تغییر صدا، بم کردن صدا، تلفنی کردن، و…؛ و همچنین ساخت صداهایی جدید برای موجودات فضایی از طریق مخلوط چند صدا و…
در پایان بعد از میکس نهایی و تأیید توسط طراح صدا، صداهای مخلوط شده به لابراتوار فرستاده شده و بر روی حاشیهٔ فیلم ضبط می‌شود.
از جمله موارد قابل بررسی و تأمل در صدا گذاری فیلم صدا گذاری فیلم‌های انیمیشن است که تفاوت‌های بسیاری با فیلم‌های سینما دارد.

## مدیر دوبلاژ
در ایران مدیر دوبلاژ یا سرپرست گویندگان (به انگلیسی: Dubbing Director یا Voice Director) مهم‌ترین بخش یک پروژهٔ دوبله را بر عهده دارد. مدیر دوبلاژ، فردی است که مسئولیت نظارت بر کل فرایند دوبله را بر عهده دارد و نقشی محوری در تضمین کیفیت و هماهنگی دوبله ایفا می‌کند. مدیر دوبلاژ مسئول خلق تجربه‌ای یکپارچه برای مخاطب است و به عنوان کارگردان صدا شناخته می‌شود. این حرفه نیازمند ترکیبی از مهارت‌های فنی، هنری، و مدیریتی است. سرپرست گویندگان، علاوه بر نظارت و هدایت کل فرایند دوبله، وظایفی همچون آماده‌سازی و بومی‌سازی متن دوبله، سینک‌زنی متن (تطبیق واژه‌ها و جمله‌ها با حرکات لب بازیگر اصلی)، انتخاب صداپیشه‌های مناسب برای نقش‌ها، هدایت و راهنمایی صداپیشه‌ها حین ضبط (نحوه اجرا، لحن، حس)، نظارت بر هماهنگی صدای دوبله با تصویر و حرکات لب، کنترل کیفیت ضبط و بازبینی نهایی اثر دوبله شده را بر عهده دارد.
برخی از مدیران دوبلاژ برجستهٔ ایران و مهم‌ترین آثار آن‌ها:
| مدیر دوبلاژ     | برخی از مهم‌ترین آثار                                   |
| --------------- | ------------------------------------------------------ |
| علی کسمایی      | بن‌هور، در بارانداز، ماجرای نیمروز، دوازده مرد خشمگین   |
| نصرالله مدقالچی | پدرخوانده، هری پاتر و تالار اسرار، سکوت بره‌ها          |
| احمد رسول‌زاده   | پدرخوانده، بر باد رفته، دایی‌جان ناپلئون                |
| هوشنگ لطیف‌پور   | پیرمرد و دریا، جدال در مهتاب، بدنام، اسب کهر را بنگر   |
| ژاله علو        | سال‌های دور از خانه (اوشین)، زیبای خفته، گربه‌های اشرافی |
| ناصر طهماسب     | سلطان صاحبقران، قاب‌های خالی، پاییز بلند                |
| سعید مظفری      | کوه‌نشین: بازی پایانی، خوب، بد، زشت                     |
| افشین زی‌نوری    | هشدار برای کبرا ۱۱، سرزمین آهن، رودخانه ماه            |
| بهرام زند       | شجاع‌دل، گلادیاتور، خون به پا خواهد شد، کوه‌نشین         |
| محمود قنبری     | فرار از زندان، آخرین مهلت، صخره همیشه‌سبز               |

## استفادهٔ جهانی

### بومی‌سازی
بومی‌سازی به معنای سازگار کردن فیلم یا مجموعهٔ تلویزیونی از یک منطقهٔ جهان برای مخاطبان منطقه‌ای دیگر است. برخلاف ترجمهٔ صرف، بومی‌سازی شامل تغییر محتوا برای تناسب با مخاطب هدف نیز می‌شود. برای نمونه، ارجاعات خاص فرهنگی ممکن است جایگزین شوند یا بخش‌هایی از فیلم حذف یا اضافه گردد.
دوبلهٔ بومی‌سازی‌شده، در میان علاقه‌مندان به سینما و برنامهٔ تلویزیونی به‌ویژه طرفداران انیمه موضوعی بحث‌برانگیز است. گرچه مقداری بومی‌سازی در ترجمه اجتناب‌ناپذیر است، اما اینکه «میزان بومی‌سازی تا چه حد مجاز است» معمولاً مورد بحث این جوامع است؛ به‌ویژه زمانی که محصول نهایی دوبله تفاوت زیادی با نسخهٔ اصلی دارد. برخی از طرفداران با هرگونه بومی‌سازی گسترده مخالفت می‌کنند، در حالی که برخی دیگر آن را انتظار دارند و تا حدودی از آن استقبال می‌کنند.
صداگذاری جدید معمولاً توسط یک صداپیشه انجام می‌شود. در بسیاری از کشورها، صداپیشه‌های فعال در این زمینه ناشناخته باقی می‌مانند، مگر در میان مخاطبان خاص (مانند طرفداران انیمه یا طرفداران دوبله در ایران) یا زمانی که صدای آن‌ها با نقش‌ها یا بازیگران خاصی عجین شده باشد. در ایالات متحده، بسیاری از این صداپیشه‌ها از نام مستعار استفاده می‌کنند یا نامشان ذکر نمی‌شود، که ممکن است به دلیل قوانین انجمن بازیگران فیلم (SAG) یا تمایلشان به جدایی از نقش باشد.

### آفریقا

#### شمال آفریقا و آسیای غربی
در کشورهای الجزایر، مراکش و تونس، بیشتر فیلم‌های خارجی (به‌ویژه تولیدات هالیوود) به زبان فرانسوی دوبله می‌شوند. این فیلم‌ها معمولاً به‌طور مستقیم از پخش‌کنندگان فرانسوی وارد می‌شوند. دلیل انتخاب فیلم‌های دوبله‌شده به فرانسوی، رواج گستردهٔ زبان فرانسوی در این کشورهاست. عامل مهم دیگر، خودداری رسانه‌های محلی و شرکت‌های خصوصی از دوبله به زبان‌های بومی به‌دلیل هزینهٔ بالا و نیز کمبود تخصص و تقاضاست.
از دههٔ ۱۹۸۰، مجموعه‌ها و فیلم‌های دوبله‌شده برای کودکان به زبان عربی معیار نوین به انتخابی محبوب برای کانال‌های تلویزیونی، سینماها و فروشگاه‌های VHS/DVD تبدیل شد. با این حال، دوبله همچنان در کشورهایی مانند سوریه، لبنان و اردن—که سابقهٔ قوی در دوبله دارند—انجام می‌شود.  
مصر نخستین کشور عربی بود که از سال ۱۹۷۵ دوبلهٔ فیلم‌های دیزنی را آغاز کرد و این کار را به‌صورت انحصاری با عربی مصری انجام می‌داد تا سال ۲۰۱۱ که پس از آن شرکت‌های دیگری نیز دوبله به این گویش را آغاز کردند. از فیلم افسون به بعد، فیلم‌های دیزنی هم به هر دو گویش (عربی معیار و مصری) دوبله می‌شوند.
در کشورهای عرب‌زبان، برنامه‌های کودکان (مخصوصاً کارتون‌ها و سریال‌های کودکانه) به عربی دوبله می‌شوند یا دارای زیرنویس عربی هستند. تنها استثناها، تله‌نولاهایی بودند که به عربی معیار یا گویش‌های محلی دوبله شده‌اند، و نیز سریال‌های ترکیه‌ای—مانند نور—که به عربی سوری دوبله شده‌اند.
یکی از نمونه‌های دوبلهٔ عربی توسط بازیگران صدا، صفی محمد است که صدای الایجا وود را دوبله می‌کند.
در تونس، شبکهٔ ملی تونس (TNT) که پخش‌کنندهٔ دولتی این کشور است، اجازهٔ پخش هیچ زبانی جز عربی را ندارد؛ بنابراین فقط محتوای دوبله‌شده پخش می‌کند (این محدودیت اخیراً برای تبلیغات حذف شده‌است). در دهه‌های ۱۹۷۰ و ۱۹۸۰، TNT (که آن زمان ERTT نام داشت) کارتون‌های مشهوری را به عربی تونسی و معیار دوبله کرد. با این حال، کانال‌های تلویزیونی خصوصی مشمول این محدودیت زبانی نیستند.

#### آفریقای جنوبی
در آفریقای جنوبی، بسیاری از برنامه‌های تلویزیونی به زبان آفریقایی دوبله می‌شدند و صدای اصلی (معمولاً انگلیسی، گاهی هلندی یا آلمانی) به‌صورت پخش هم‌زمان از طریق رادیو FM روی رادیو ۲۰۰۰ پخش می‌شد. این موارد شامل سریال‌های آمریکایی همچون مرد شش‌میلیون‌دلاری (با عنوان آفریکانس Steve Austin: Die Man van Staal), مجموعهٔ تلویزیونی میامی وایس , و بورلی هیلز، ۹۰۲۱۰، و نیز سریال جنایی آلمانی کارآگاه دریک بودند.
به‌دلیل تحریم اتحادیه بازیگران بریتانیا (Equity) که فروش بیشتر برنامه‌های تلویزیونی بریتانیایی را ممنوع کرده بود، سریال عروسکی ماجراهای روپرت خرسه به انگلیسی آفریقای جنوبی دوبله شد، چراکه صدای اصلی آن توسط اعضای اتحادیه ضبط شده بود.
این روند به‌دلیل کاهش زمان پخش زبان آفریکانس در تلویزیون اس‌ای‌بی‌سی و افزایش تولیدات محلی به این زبان در شبکه‌هایی چون KykNet کاهش یافته است. همچنین بسیاری از برنامه‌ها، مانند جفرسون‌ها، به زبان زولو دوبله شدند، اما این روند نیز با افزایش تولیدات درام محلی کاهش یافته است. با این حال، برخی فیلم‌های انیمیشنی مانند مایا زنبور عسل (۲۰۱۴) هم‌زمان به آفریقایی و زولو توسط هنرمندان محلی دوبله شده‌اند. در سال ۲۰۱۸، تلویزیون ماهواره‌ای eExtra نمایش سریال ترکی از هم گسیخته را با دوبلهٔ آفریقایی با عنوان Gebroke Harte (قلب‌های شکسته) آغاز کرد؛ این نخستین درام خارجی بود که در ۲۰ سال گذشته به این زبان دوبله می‌شد.

#### اوگاندا
صنعت فیلم اوگاندا نسبتاً کوچک است و فیلم‌های خارجی به‌طور گسترده دیده می‌شوند. صدای انگلیسی اغلب با ترجمه و توضیحاتی به زبان لوگاندا همراه است که توسط یک «وی‌جی» (video jockey) اوگاندایی ارائه می‌شود. این تفسیر و ترجمهٔ وی‌جی ممکن است به‌صورت ضبط‌شده یا زنده پخش شود.

### آسیا

#### جمهوری آذربایجان
در جمهوری آذربایجان، فیلم‌های خارجی در سینماها معمولاً به زبان اصلی همراه با زیرنویس آذربایجانی پخش می‌شوند. همچنین برخی سالن‌ها نسخه‌های دوبله‌شده به روسی یا ترکی نیز ارائه می‌دهند. طبق قانون، فیلم‌هایی که برای اکران در نظر گرفته می‌شوند باید یا دوبله شوند یا زیرنویس داشته باشند. همهٔ کانال‌های تلویزیونی ملزم هستند که فیلم‌ها و مجموعه‌های تلویزیونی را با صدای دوبله پخش کنند. در گذشته از تکنیک صداگذاری روی فیلم (voice-over) استفاده می‌شد، اما طی دههٔ گذشته، کانال‌ها با پذیرش دوبلهٔ کامل، کیفیت را بهبود بخشیده‌اند.
نسخه‌های DVD معمولاً از روسیه یا ترکیه وارد می‌شوند. فقدان قوانین دقیق، مقررات محدود، نظارت و منافع صنعت، به بحث‌های جاری در مورد نحوه انتشار فیلم‌ها و سریال‌ها دامن می‌زند. با این حال، برخی آثار مانند ملک سلیمان، مختارنامه و یوسف پیامبر به‌صورت کامل دوبله شده و حتی در قالب رسانه‌های خانگی منتشر شده‌اند.

#### چین
چین سابقه‌ای طولانی در دوبلهٔ فیلم‌های خارجی به چینی ماندارین دارد که از دههٔ ۱۹۳۰ آغاز شده‌است.  
در دوران جمهوری چین (۱۹۱۲–۱۹۴۹) ممکن است فیلم‌های غربی وارد و به زبان چینی دوبله شده باشند، اما از سال ۱۹۵۰ به بعد، سینمای اتحاد جماهیر شوروی به واردات اصلی تبدیل شد، و گاهی حتی از تولید داخلی نیز پیشی گرفت.
در دوران چین کمونیست، بیشتر فیلم‌های اروپایی در شانگهای دوبله می‌شدند، در حالی‌که فیلم‌های آسیایی و شوروی غالباً در استودیوی فیلم چانگ‌چون دوبله می‌شدند.  
در دوران انقلاب فرهنگی، فیلم‌های کره شمالی، رومانی و آلبانی در میان مخاطبان محبوب شدند.
از اواخر دههٔ ۱۹۷۰، علاوه بر فیلم‌ها، مجموعه‌های تلویزیونی محبوب از ایالات متحده، ژاپن، برزیل و مکزیک نیز دوبله شدند. استودیوی دوبلهٔ فیلم شانگهای، شناخته‌شده‌ترین استودیو دوبله در چین است. برای تولید محتوای با کیفیت بالا، هر فیلم را به بخش‌های کوتاه چند دقیقه‌ای تقسیم می‌کنند و هر بخش را جداگانه دوبله می‌کنند.  
علاوه بر دقت در معنی ترجمه، تلاش می‌شود لب‌خوانی شخصیت‌ها با دیالوگ‌ها هماهنگ باشد.  
در نتیجه، دوبله در این فیلم‌ها معمولاً قابل تشخیص نیست.  
نام صداپیشگان در پایان فیلم‌های دوبله‌شده ذکر می‌شود.  
برخی صداپیشگان این استودیو مانند کیو یوئه‌فِنگ، بی کِه، لی زی و لیو گوانگ‌نینگ در چین به شهرت رسیده‌اند.
با این حال، در سال‌های اخیر و به‌ویژه در شهرهای بزرگ در سواحل شرقی و جنوبی، نمایش نسخه‌های زیرنویس‌دار با صدای اصلی در سینماها رایج‌تر شده‌است.
فیلم‌ها همچنین به زبان برخی از مناطق خودمختار چین دوبله می‌شوند.  
برای نمونه، بخش ترجمهٔ شرکت فیلم منطقه خودمختار تبت (西藏自治区电影公司译制科) از دههٔ ۱۹۶۰ مشغول دوبلهٔ فیلم‌ها به زبان تبتی بوده‌است.  
در دهه‌های اولیه، سالانه ۲۵ تا ۳۰ فیلم دوبله می‌شد و این تعداد تا اوایل دههٔ ۲۰۱۰ به ۶۰ تا ۷۵ فیلم در سال رسید.
فیلم‌ها همچنین برای مخاطبان مغول‌زبان و اویغورزبان دوبله می‌شوند.
سریال تلویزیونی چینی اغلب به زبان ماندارین توسط صداپیشگان حرفه‌ای دوبله می‌شوند تا لهجه‌ها حذف شده، اجراهای ضعیف بهبود یابد و یا دیالوگ‌ها تغییر کنند تا با قوانین سانسور محلی مطابقت داشته باشند.

#### هنگ‌کنگ
در هنگ‌کنگ، برنامه‌های تلویزیونی خارجی به‌جز برنامه‌های انگلیسی‌زبان و ماندارین به کانتونی دوبله می‌شوند.  
برنامه‌های انگلیسی و ماندارین معمولاً با صدای اصلی و زیرنویس نمایش داده می‌شوند.  
فیلم‌های خارجی، مانند بیشتر فیلم‌های زنده و انیمیشن (مانند انیمه و آثار دیزنی)، معمولاً به زبان کانتونی دوبله می‌شوند. با این حال، اغلب سینماها نسخه‌های زیرنویس‌دار فیلم‌های انگلیسی‌زبان را نیز ارائه می‌دهند.
در اکثر موارد، فیلم‌ها و برنامه‌های تلویزیونی خارجی (چه زنده و چه انیمیشنی) به هر دو زبان ماندارین و کانتونی دوبله می‌شوند.  
برای نمونه، در مجموعه‌فیلم‌های ارباب حلقه‌ها، شخصیت فِرودو بَگینز با صدای جیانگ گوانگتائو (Jiang Guangtao) برای نسخهٔ ماندارین چین و تایوان دوبله شد.  
برای نسخهٔ کانتونی، در واقع دو دوبله مختلف برای هنگ‌کنگ و ماکائو وجود دارد:  
در نخستین دوبلهٔ کانتونی، لیئونگ وای تک (Leung Wai Tak) صداپیشگی کرد، و در نسخهٔ دوم، این نقش توسط باسکو تَنگ (Bosco Tang) دوبله شد.

#### تایوان
در تایوان، برخی فیلم‌ها و مجموعه‌های تلویزیونی خارجی به زبان ماندارین چینی دوبله می‌شوند.  
تا اواسط دههٔ ۱۹۹۰، شبکه‌های ملی زمینی همهٔ برنامه‌ها و فیلم‌های خارجی را هم دوبله و هم زیرنویس می‌کردند و برای برخی برنامه‌های محبوب، نسخهٔ صوتی اصلی از طریق صدای دوم برنامه (SAP) نیز قابل دسترسی بود.
با گذشت زمان، شبکه‌های زمینی و کابلی دوبلهٔ برنامه‌های پرمخاطب آمریکایی را متوقف کردند، اما زیرنویس همچنان ادامه یافت.
در دههٔ ۲۰۰۰، رویکرد دوبله بسته به نوع و منشأ برنامه متفاوت شد.  
انیمیشن‌ها، برنامه‌های کودک و برخی برنامه‌های آموزشی شبکهٔ PTS معمولاً دوبله می‌شوند.  
فیلم‌ها و برنامه‌های زندهٔ انگلیسی‌زبان نه در سینما و نه در تلویزیون دوبله نمی‌شوند.  
سریال‌های ژاپنی دیگر دوبله نمی‌شوند، اما سریال‌های کره‌ای، هنگ‌کنگی و سایر کشورهای آسیایی هنوز اغلب دوبله می‌شوند.  
برنامه‌های سرگرمی کره‌ای دوبله نمی‌شوند.  
فیلم‌های ژاپنی و کره‌ای در شبکه‌های فیلم آسیایی هنوز دوبله می‌شوند.  
در سینماها، بیشتر فیلم‌های خارجی دوبله نمی‌شوند، اما فیلم‌های انیمیشنی و برخی آثار کودکانه نسخهٔ دوبله‌شده دارند.  
فیلم‌های زندهٔ هنگ‌کنگی به‌طور سنتی به ماندارین دوبله می‌شوند، و آثار معروف‌تر دارای نسخهٔ کانتونی نیز هستند.

#### گرجستان
در گرجستان، در فیلم‌ها و سریال‌های تلویزیونی صدای اصلی حفظ می‌شود، اما ترجمهٔ گفتار به‌صورت صداگذاری (voice-over) ارائه می‌شود.  
البته استثناهایی وجود دارد، مانند برخی کارتون‌های کودکانه که ممکن است به‌طور کامل دوبله شوند.

#### هند
در هند، جایی که اصطلاح «فیلم خارجی» تقریباً مترادف با فیلم‌های هالیوودی است، دوبله بیشتر به زبان‌های هندی، تامیل و تلوگو انجام می‌شود.  
دوبله به زبان‌های عمدهٔ دیگر هند از جمله بنگالی، گجراتی، کانارا، مالایالم، مراتی و اوریه به‌ندرت انجام می‌شود، چرا که بازار مصرف این زبان‌ها برای دوبله گسترده کافی نیست.
با این حال، برخی برنامه‌های تلویزیونی کودکان به زبان کانارا و مالایالم نیز در شبکهٔ شبکهٔ تلویزیونی سان دوبله شده‌اند.  
نسخه‌های دوبله‌شده بیشتر در شهرهای کوچک‌تر و مناطق سطح پایین ایالت‌ها (جایی که آشنایی با زبان انگلیسی کم است) منتشر می‌شوند؛ در حالی‌که نسخهٔ اصلی انگلیسی در مناطق شهری به نمایش درمی‌آید.  
در ایالت‌های دیگر، هر دو نسخهٔ اصلی و دوبله‌شده هم‌زمان عرضه می‌شوند، و معمولاً نسخه‌های دوبله‌شده فروش بهتری دارند.  
فیلم مرد عنکبوتی ۳ علاوه بر هندی، تامیل و تلوگو، به زبان بوجپوری—یکی از زبان‌های رایج در شرق هند—نیز دوبله شد.  
همچنین، یک روز خوب برای جان‌سخت نخستین فیلم هالیوودی بود که به زبان پنجابی دوبله شد.
بیشتر شبکه‌های تلویزیونی، نام صداپیشگان و عوامل دوبلهٔ نسخهٔ هندی را در پایان‌بندی فیلم یا سریال درج نمی‌کنند؛ چراکه جایگزینی تیتراژ اصلی با نسخهٔ دوبله، هزینهٔ زیادی دارد.  
در نتیجه، اطلاعات مربوط به دوبلهٔ بسیاری از آثار به‌راحتی در دسترس نیست.  
گاهی برخی فیلم‌ها یا سریال‌ها چند نسخهٔ دوبله دارند؛ مانند جومانجی، اژدهادل و ون هلسینگ که هر یک دارای دو دوبلهٔ هندی متفاوت هستند.
اطلاعات مربوط به صداپیشگان نسخه‌های هندی، تامیلی و تلوگویی که نقش‌های خاصی را در فیلم‌ها و برنامه‌های تلویزیونی ایفا کرده‌اند، معمولاً در مجلات تخصصی داخلی هند منتشر می‌شود.  
با این حال، گاهی برخی آثار خارجی، مانند فیلم‌های انیمیشنی باربی یا برخی فیلم‌های دیزنی، نام صداپیشگان دوبله‌شده را ذکر می‌کنند.  
سریال‌های اصلی شبکه دیزنی که با دوبلهٔ هندی روی DVD منتشر شده‌اند، فهرست کامل دوبلورهای هندی را بعد از تیتراژ اصلی نمایش می‌دهند.
در نسخه‌های سینمایی و VCD آثار خارجی، نام دوبلورها درج نمی‌شود، اما نسخه‌های DVD چندزبانه معمولاً این اطلاعات را دارند.  
اخیراً با افزایش علاقهٔ مخاطبان برای شناخت دوبلورهای نقش‌ها، اطلاعات مربوط به صداپیشگان دوبله‌شده نیز گسترده‌تر شده است.

#### اندونزی
برخلاف سینماهای بیشتر کشورهای آسیایی، در اندونزی، فیلم‌های خارجی در سینماها با زیرنویس پخش می‌شوند.  
چند ماه یا چند سال بعد، همان فیلم‌ها در تلویزیون یا با زیرنویس یا دوبلهٔ اندونزیایی نمایش داده می‌شوند.  
برنامه‌های کودک عمدتاً دوبله می‌شوند، هرچند حتی در سریال‌های کارتونی نیز معمولاً آوازها دوبله نمی‌شوند.  
اما در فیلم‌های پرطرفداری مانند آثار دیزنی، هم برای دیالوگ‌ها و هم آوازها دوبلورهای خاص انتخاب می‌شوند.
فیلم‌های بزرگسال معمولاً زیرنویس دارند، ولی گاهی نیز دوبله می‌شوند.  
از آن‌جا که تعداد صداپیشگان اندونزیایی محدود است، ممکن است در یک فیلم، چند شخصیت صدایی کاملاً مشابه داشته باشند.
در مورد برنامه‌های واقع‌نما (reality shows)، روش دوبله متفاوت است.  
برای مثال، مسابقهٔ ژاپنی TV Champion به‌طور کامل دوبله می‌شود، اما سایر برنامه‌های واقع‌نما با زیرنویس اندونزیایی پخش می‌شوند.
تمامی برنامه‌های تلویزیونی مالایی‌زبان—از جمله پویانمایی‌های تولید مالزی—معمولاً زیرنویس می‌شوند، احتمالاً به‌دلیل درک متقابل بالای زبان مالایی با اندونزیایی.

#### ایران

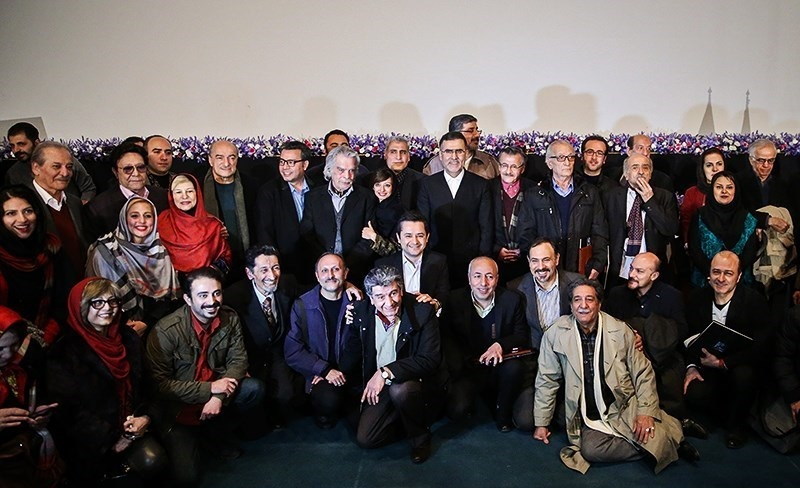
گروهی از صداپیشگان ایرانی

در ایران، فیلم‌ها و برنامه‌های تلویزیونی خارجی به زبان فارسی دوبله می‌شوند. دوبله در ایران از سال ۱۳۲۵ (۱۹۴۶)، هم‌زمان با ورود سینما به کشور آغاز شد. در این سال با تلاش‌های دکتر اسماعیل کوشان دوبلهٔ فیلم فرانسوی دختر فراری در سینما کریستال برای مردم به نمایش گذاشته شد. این دوبله در کشور ترکیه انجام شد. تا قبل از اکران این فیلم، نمایش فیلم‌ها با زبان اصلی و گاهی با میان‌نویس فارسی بوده است. چهار فیلم اول دوبله‌شده به زبان فارسی یعنی دختر فراری، دختر كولی، زن سنگدل و تاراس بولبا از کیفیت خوبی برخوردار نبودند؛ اما فیلم پنجم به نام بازگشت جوانی که در پاریس به زبان فارسی دوبله شده بود را می‌توان به عنوان اولین فیلم دوبله‌شدهٔ با کیفیت دانست. به‌تدریج، فیلم‌های خارجی برای نمایش در سینماها دوبله می‌شدند. استفاده از صداپیشگان مختلف و افزودن لطیفه‌ها و اشارات بومی به محتوای اصلی، نقش مهمی در جذب مخاطبان به سینما و علاقه‌مند کردن آن‌ها به فرهنگ‌های دیگر داشته است. هنر دوبله در ایران در دهه‌های ۱۳۴۰ و ۱۳۵۰ هم‌زمان با ورود گستردهٔ فیلم‌های آمریکایی، اروپایی و هندی به اوج خود رسید. این دوره به عصر طلایی دوبله‌ مشهور است.
مشهورترین موزیکال‌های آن دوران، مانند بانوی زیبای من و آوای موسیقی (که در ایران با عنوان اشک‌ها و لبخندها شناخته شده‌است)، توسط دوبلورها به فارسی ترجمه، تنظیم و اجرا شدند.  از اواخر دههٔ ۷۰ میلادی روند بازتولید دوبله وارد دوران رکود شد. به گزارش همین منبع، افزایش بیش از اندازه سرعت کار دوبله و بی‌اعتنایی به کیفیت، دستمزدهای پایین دوبلورها و نبود حمایت حقوقی (بیمه و بازنشستگی) از مهم‌ترین دلایل افول دوبله در آن سال‌ها بودند. پس از انقلاب ۱۳۵۷، به دلایل سیاسی، صنعت دوبله افول یافت و فیلم‌ها فقط برای شبکه‌های تلویزیون دولتی دوبله می‌شدند. در سال‌های بعد، فیلم‌ها به‌صورت ویدئو سی‌دی (انگلیسی: Video CD) با زیرنویس فارسی در میان مخاطبان محبوب شدند، اما بیشتر مردم هنوز نسخه‌های دوبله‌شده را ترجیح می‌دادند. بعضی شبکه‌های تلویزیون فارسی‌زبان در خارج از کشور نیز دوبله‌هایی را شروع کردند ولی  این نوع دوبله‌ها معمولاً غیرمجاز بوده و از نظر کیفیت نیز چندان مطلوب نبودند. در کنار دوبله‌های رسمی که توسط صدا و سیما یا مؤسسه‌های رسمی انجام می‌شد، استودیوهای دوبلهٔ غیررسمی یا «زیرزمینی» نیز شکل گرفتند. این دوبله‌ها که اغلب با کیفیت پایین‌تر و بدون رعایت اصول حرفه‌ای انجام می‌شدند، پاسخی به تقاضای بازار برای دسترسی سریع‌تر و بدون سانسور به فیلم‌های روز دنیا بودند. ظهور سامانه‌های نمایش برخط فیلم (VOD) (گاهی پلتفرم نمایش خانگی نیز نامیده می‌شود) مانند فیلیمو، نماوا و... در دهه ۱۳۹۰ رقم خورد و استودیوهای خصوصی، دوبلهٔ فیلم‌ها و سریال‌ها را آغاز کردند.
بعضی از صداپیشه‌های ایران در اینجا فهرست شده‌اند:
| صداپیشگان فارسی    | بازیگران                                                                                 | توضیحات |
| ------------------ | ---------------------------------------------------------------------------------------- | --- |
| منوچهر اسماعیلی    | پیتر فالک بادی هکت سیدنی پوآتیه راد استایگر پیتر سلرز                                    | دوبله برای پل اسکوفیلد در نقش توماس مور در فیلم مردی برای تمام فصول (۱۹۶۶)                                            |
| ژاله کاظمی         | سوفیا لورن الیزابت تیلور اینگرید برگمن ویوین لی اوا گاردنر                               | دوبله برای جولی اندروز در نقش ماریا فون تراپ در فیلم آوای موسیقی (در ایران «اشک‌ها و لبخندها»)                         |
| چنگیز جلیلوند      | پیتر اوتول رابرت دنیرو پل نیومن برت لنکستر ریچارد برتون                                  | دوبله برای مارلون براندو در نقش امیلیانو زاپاتا در فیلم زنده‌باد زاپاتا!                                               |
| رفعت هاشم‌پور       | ان رویر لورن باکال برندا ده بنزی ایوان دکارلو کیم نُواک اینگرید برگمن                     | دوبله برای ویوین لی در نقش اسکارلت اوهارا در فیلم بربادرفته                                                           |
| زهره شکوفنده       | کیت وینسلت کیت بلانشت جولیا رابرتس آنجلینا جولی جودی فاستر ساندرا بولاک                  | دوبله برای مریل استریپ در نقش لیندا در فیلم شکارچی گوزن                                                               |
| عطاءالله کاملی     | کرک داگلاس هامفری بوگارت استیون بوید شان کانری                                           | |
| ناصر طهماسب        | جیمز استوارت کوین اسپیسی همفری بوگارت هارولد لوید کری گرانت گری کوپر                     | دوبله برای جک نیکلسون در نقش رندل مک مورفی در فیلم پرواز بر فراز آشیانه فاخته (دیوانه از قفس پرید)                    |
| شهلا ناظریان       | سوفیا لورن جنیفر کانلی نیکول کیدمن هیلاری سوانک الیویا دی هاویلند                        | دوبله برای اینگرید برگمن در نقش الزا لاند در فیلم کازابلانکا                                                          |
| حسین عرفانی        | پیتر اوتول هامفری بوگارت دیتر هالروردن مورگان فریمن گریگوری پک                           | دوبله برای کلارک گیبل در نقش رت باتلر در فیلم بربادرفته                                                               |
| مینو غزنوی         | جنیفر جونز ناتالی پورتمن شارلیز ترون جوآن ولی لی یونگ آئه                                | دوبله برای میوز اسمال در نقش کندی در فیلم پرواز بر فراز آشیانه فاخته (دیوانه از قفس پرید)                             |
| ناهید امیریان      | بارنی کلارک کرن دوتریس انزو استایولا کویین کامینگز جاستین هنری                           | دوبله برای جان هاوارد دیویس در نقش الیور توئیست در فیلم الیور توئیست                                                  |
| احمد رسول‌زاده      | اسپنسر تریسی هنری فوندا جان هیوستون ماکس فون سیدو تروور هاوارد                           | دوبله برای اورسن ولز در نقش کاردینال ولسی در فیلم مردی برای تمام فصول                                                 |
| ژرژ پطرسی          | نیکلاس کیج هریسون فورد دنزل واشینگتن ارول فلین جیم کری                                   | دوبله برای لارنس الیویه در نقش هنری پنجم در فیلم هنری پنجم                                                            |
| ابوالحسن تهامی‌نژاد | کریستوفر پلامر جرمی آیرونز دنزل واشینگتن آنتونی کوئین کری گرانت                          | دوبله برای رکس هریسون در نقش پروفسور هیگینز در فیلم بانوی زیبای من                                                    |
| نصرالله مدقالچی    | چارلز برانسون ریچارد هریس مایکل آنسارا                                                   | دوبله برای آنتونی هاپکینز در نقش دکتر هانیبال لکتر در فیلم سکوت بره‌ها                                                 |
| ایرج ناظریان       | رابرت تیلور مارلون براندو لینو ونتورا جین هکمن چارلز برانسون سیلوستر استالونه راک هادسون | دوبله برای مارلون براندو در نقش ویتو کورلئونه در فیلم پدرخوانده                                                       |
| بهرام زند          | رابرت دنیرو مل گیبسون راسل کرو جرمی برت روژه انن                                         | |
| اکبر منانی         | جفری راش جی کی سیمونز ساموئل ال. جکسون هوگو ویوینگ راس مارکواند ویلم دفو                 | دوبله برای دیوید سوشی در نقش هرکول پوآرو در مجموعهٔ تلویزیونی پوآرو                                                    |
| تورج مهرزادیان     | جفری راش جی کی سیمونز ساموئل ال. جکسون هوگو ویوینگ راس مارکواند ویلم دفو                 | دوبله برای جفری دین مورگان در نقش نیگان در مجموعهٔ تلویزیونی مردگان متحرک                                              |
| امیرهوشنگ زند      | جیمز فرانکو متیو پری سایمون پگ تام هیدلستون اورلاندو بلوم جیمز مک‌آووی                    | |
| سعید مظفری         | برد پیت جکی چان مایکل کیتون کوین بیکن کریستوفر واکن ویلم دفو                             | |
| جلال مقامی         | جیمز کاگنی رابرت ردفورد عمر شریف                                                         | |
| خسرو خسروشاهی      | آلن دلون داستین هافمن آل پاچینو                                                          | |
| شروین قطعه‌ای       | جانی دپ توبی مگوایر مارک والبرگ رایان رینولدز مارتین فریمن                               | |
| منوچهر والی‌زاده    | تام کروز ویل اسمیت جیمی فاکس ادی مورفی آدام سندلر                                        | |
| افشین زی‌نوری       | الیجاه وود دنیل ردکلیف لئوناردو دی‌کاپریو مت دیمون                                        | دوبلهٔ وود در نقش فرودو بگینز در ارباب حلقه‌ها و دنیل ردکلیف در نقش هری پاتر در مجموعه‌فیلم‌های هری پاتر (قسمت‌های ۳ تا ۵) |

#### اسرائیل
در اسرائیل، تنها فیلم‌ها و برنامه‌های کودکان به عبری دوبله می‌شوند.  
در برنامه‌هایی که مخاطب آن‌ها نوجوانان یا بزرگ‌سالان هستند، دوبله هیچ‌گاه به‌عنوان گزینه‌ای برای ترجمه در نظر گرفته نمی‌شود؛ نه‌فقط به دلیل هزینهٔ بالا، بلکه به‌دلیل چندزبانه بودن بیشتر مخاطبان.  
بیشتر بینندگان اسرائیلی، علاوه بر عبری، دست‌کم به یکی از زبان‌های اروپایی مسلط هستند و بسیاری از آن‌ها به عربی نیز سخن می‌گویند.  
از این‌رو، بیشتر مخاطبان ترجیح می‌دهند صدای اصلی را همراه با زیرنویس عبری بشنوند.
مشکل دیگر دوبله در اسرائیل این است که برخلاف زیرنویس، امکان ترجمهٔ هم‌زمان به دو زبان مختلف را نمی‌دهد.  
در حالی‌که بسیاری از شبکه‌های تلویزیونی اسرائیل به‌طور هم‌زمان از زیرنویس عبری و زبانی دیگر (مانند روسی) استفاده می‌کنند.

#### ژاپن
در ژاپن، بسیاری از برنامه‌های تلویزیونی (مخصوصاً برنامه‌های کودکان) به زبان ژاپنی دوبله یا زیرنویس می‌شوند.  
زمانی که فیلم آمریکایی مراکش در سال ۱۹۳۱ در ژاپن اکران شد، زیرنویس به روش رایج ترجمهٔ فیلم‌ها و برنامه‌های تلویزیونی در ژاپن تبدیل شد.  
در حدود دههٔ ۱۹۵۰، برنامه‌ها و فیلم‌های خارجی به‌صورت دوبله‌شده از تلویزیون ژاپن پخش شدند.  
نخستین آثاری که به ژاپنی دوبله شدند، مجموعه انیمیشن‌های سوپرمن در دههٔ ۱۹۴۰ بودند که در سال ۱۹۵۵ پخش شدند.
به دلیل نبود نرم‌افزارهای ویدیویی در تولیدات تلویزیونی داخلی، بسیاری از نرم‌افزارهای تصویری از خارج وارد می‌شدند و نسخهٔ دوبله‌شدهٔ آن‌ها در تلویزیون پخش می‌شد.  
در آن زمان، به‌دلیل محدودیت تعداد نویسه در صفحه‌های کوچک تلویزیون با وضوح پایین، زیرنویس مناسب نبود، به‌ویژه برای سالمندان و افراد بی‌سواد.  
امروزه، برنامه‌ها و فیلم‌ها (برای کودکان یا بزرگ‌سالان) هم با دوبلهٔ ژاپنی و هم با زبان اصلی و زیرنویس پخش می‌شوند، در حالی‌که نسخه‌های خانگی در قالب VHS، DVD یا بلو-ری امکان انتخاب زبان اصلی را فراهم می‌کنند.  
نسخه‌های لیزردیسک فیلم‌های هالیوودی، معمولاً فقط با زیرنویس منتشر می‌شدند، مانند گودزیلا: پادشاه هیولاها.
انیمیشن‌های بزرگ‌سالانه مانند ساوت پارک و سیمپسون‌ها از طریق شبکهٔ تلویزیونی وائووائو  به زبان ژاپنی دوبله می‌شوند.  
فیلم ساوت پارک: گنده‌تر، درازتر و بریده‌نشده با صداپیشگان متفاوتی نسبت به سریال اصلی دوبله شد، زیرا توسط استودیوی دوبله‌ای دیگر و با هدف بازار کانسای تهیه شده بود.
در سینماهای ژاپن، فیلم‌های خارجی—به‌جز آثار کودکان—معمولاً با زبان اصلی و زیرنویس ژاپنی نمایش داده می‌شوند. فیلم‌های خارجی معمولاً دارای چند نسخهٔ دوبله‌شده به زبان ژاپنی هستند که صداپیشگان آن‌ها بسته به شبکهٔ تلویزیونی متفاوت است؛ شبکه‌هایی مانند NHK، نیپون تلویژن، Fuji TV، تی‌وی آساهی و TBS این رویه را دنبال می‌کنند، همچنین نسخه‌های خانگی در قالب‌های VHS، لیزردیسک، DVD و بلو-ری نیز از این الگو پیروی می‌کنند.  
در سال‌های اخیر، برخی سینماها نسخه‌های دوبله‌شده و زیرنویس‌دار را به‌صورت هم‌زمان اکران می‌کنند.
در تاریخ ۲۲ ژوئن ۲۰۰۹، بخش ژاپنی استودیوهای قرن بیستم مجموعهٔ ویژه‌ای از نسخه‌های Blu-ray با نام «Emperor of Dubbing» منتشر کرد؛ در این مجموعه چند نسخهٔ دوبله‌شده از فیلم‌های محبوب انگلیسی‌زبان—معمولاً آثار هالیوودی—در کنار متن اصلی و نسخه‌ای دوبله‌شدهٔ جدید (نسخهٔ کارگردان یا با کیفیت صدای فراگیر) گردآوری شده‌اند.  
این روند بعدها توسط شرکت‌های دیگر نیز دنبال شد، مانند بخش ژاپنی ان‌بی‌سی یونیورسال ژاپن با عنوان «Reprint of Memories» و برادران وارنر ژاپن با عنوان «Power of Dubbing»، که همگی نسخه‌های مختلف دوبله‌شدهٔ ژاپنی را در بسته‌بندی‌های ویژهٔ بلو-ری ارائه می‌کنند.

#### مالزی
برنامه‌ها و فیلم‌های خارجی که از TV2 و TVS پخش می‌شوند، به زبان اصلی نمایش داده می‌شوند ولی زیرنویس مالایی دارند.

#### کره شمالی
با وجود کنترل شدید رسانه‌ها توسط دولت کره شمالی، بسیاری از فیلم‌ها و سریال‌های خارجی از طریق یک شرکت توزیع و ضبط دولتی به نام «موکران ویدئو» به‌طور رسمی در این کشور منتشر شده‌اند. تمامی دوبله‌هایی که توسط این شرکت تولید می‌شوند، فاقد مجوز هستند، زیرا تحریم‌ها علیه کره شمالی این گونه فعالیت‌ها را ممنوع کرده‌اند. بیشتر فیلم‌ها برای حذف اشاره به کشورهای خارجی (به‌ویژه کشورهای غربی مانند ایالات متحده آمریکا) سانسور می‌شوند.

#### پاکستان
در پاکستان، فیلم‌ها و سریال‌های خارجی معمولاً به‌صورت محلی دوبله نمی‌شوند. در عوض، فیلم‌ها، انیمه‌ها و کارتون‌های خارجی که از شبکه‌هایی مانند نیکلودئون و شبکهٔ کارتون پخش می‌شوند، در هند به هندی دوبله می‌شوند؛ چرا که هندی و اردو، زبان ملی پاکستان، قابل درک متقابل هستند.  
با این حال، سریال‌های ترکیه‌ای اکنون به اردو دوبله می‌شوند و محبوبیت زیادی پیدا کرده‌اند که باعث کاهش محبوبیت سریال‌های هندی شده است. این موضوع باعث اعتراض تهیه‌کنندگان داخلی شده که این سریال‌ها را تهدیدی برای صنعت تلویزیون پاکستان می‌دانند، چرا که باعث شده‌اند زمان پخش سریال‌های داخلی تغییر کند یا حذف شوند. همچنین برخی سیاستمداران و رهبران به دلیل فرهنگ کمتر محافظه‌کارانهٔ ترکیه نسبت به محتوای این سریال‌ها ابراز نگرانی کرده‌اند.

#### فیلیپین
در فیلیپین، صنعت رسانه روش‌های متنوعی در زمینهٔ دوبلهٔ برنامه‌ها یا فیلم‌ها دارد که بسته به نوع رسانه ممکن است متفاوت باشد. به‌طور کلی، تصمیم برای دوبلهٔ یک برنامهٔ ویدیویی به عواملی چون گروه مخاطب، نوع ژانر، یا رسانهٔ پخش (تلویزیون، سینما، رایگان یا پولی) بستگی دارد.

##### تلویزیون رایگان
با گسترش نیاز به دوبله به زبان فیلیپینی، تعداد زیادی دوبلور حرفه‌ای در این حوزه تربیت شده‌اند که توانایی بالایی در هماهنگی صدا با حرکت لب دارند. در صنعت دوبلهٔ فیلیپین، معمولاً چند صداپیشه محدود وظیفهٔ دوبلهٔ چندین شخصیت در یک سریال را بر عهده دارند. برنامه‌هایی که در اصل انگلیسی هستند، قبلاً معمولاً به زبان اصلی پخش می‌شدند، اما از اواخر دههٔ ۱۹۹۰، شبکه‌های اصلی مانند ای‌بی‌اس-سی‌بی‌ان، جی‌ام‌ای و تی‌وی۵ شروع به دوبلهٔ برنامه‌های انگلیسی به زبان فیلیپینی کردند. حتی شبکهٔ سابق Studio 23 (که اکنون S+A) نام دارد، برخی برنامه‌های خارجی را به زبان فیلیپینی دوبله کرد. انیمه‌های ژاپنی نیز در این شبکه‌ها به زبان فیلیپینی دوبله شده‌اند. در شبکه‌های کوچک‌تر مانند RPN 9 (که اکنون RPTV) است، دوبله کمتر رایج بوده و معمولاً نسخهٔ زبان اصلی پخش می‌شود. تله‌نولاهای آمریکای لاتین نیز به زبان فیلیپینی دوبله شده‌اند.

##### تلویزیون پولی
در شبکه‌های کابلی یا ماهواره‌ای، معمولاً نسخهٔ زبان اصلی برنامه‌ها پخش می‌شود. با این حال، برخی شبکه‌های پولی به‌طور تخصصی برنامه‌های خارجی را با دوبلهٔ فیلیپینی پخش می‌کنند. HERO TV، شبکهٔ انیمیشن ABS-CBN، تمرکز خود را روی انیمه‌های ژاپنی گذاشته و همهٔ برنامه‌های خود را به زبان فیلیپینی دوبله کرده بود. این در حالی بود که شبکهٔ Animax، همان برنامه‌ها را به زبان انگلیسی پخش می‌کرد.

#### سنگاپور
در سنگاپور چندزبانه، دوبله برای برنامه‌های غربی رایج نیست. برنامه‌های انگلیسی زبان که از شبکه‌های رایگان پخش می‌شوند، معمولاً با زیرنویس چینی یا مالایی همراه هستند. برنامه‌های چینی، مالایی و تامیل (به‌جز اخبار زنده یا برنامه‌های زنده دیگر) معمولاً دارای زیرنویس انگلیسی و زبان اصلی هستند. برنامه‌های دارای صدای دوگانه مانند درام‌های کره‌ای، ژاپنی و فیلیپینی، در نسخه‌های دوبله‌شده به زبان ماندارین یا با زیرنویس نمایش داده می‌شوند، یا نسخهٔ زبان اصلی همراه با زیرنویس ارائه می‌گردد.  
کارزار ترویج ماندارین به‌صورت سیاستی آگاهانه برای ترویج زبان ماندارین اجرا شد و قانونی وضع شد که برنامه‌هایی که به سایر گویش‌های چینی (هوکین، کانتونی و تئوشیو) بودند، باید به ماندارین دوبله شوند (به‌جز اپراهای سنتی). نمایش‌ها و فیلم‌های کانتونی از هنگ‌کنگ و هوکین از تایوان، از طریق VCD و DVD در دسترس هستند. در سال‌های اخیر، زیرنویس اخبار به زبان همان کانال نیز اضافه شده است.
البته! در ادامه ترجمهٔ روان، دقیق و مطابق با استانداردهای ویکی‌پدیا از بخش **کرهٔ جنوبی** صفحهٔ «Dubbing» (صداگذاری) را مشاهده می‌کنید. این متن با قالب و نشانه‌گذاری مناسب ویکی‌پدیا تنظیم شده است:

#### کرهٔ جنوبی
در کرهٔ جنوبی، انیمه‌هایی که از ژاپن وارد می‌شوند، معمولاً به زبان کره‌ای دوبله شده و از تلویزیون پخش می‌شوند. با این حال، برخی از انیمه‌ها سانسور می‌شوند؛ برای مثال، حروف ژاپنی یا محتوایی که برای مخاطبان کره‌ای مناسب نیست، ویرایش می‌شود. کارتون‌های غربی نیز به کره‌ای دوبله می‌شوند؛ از جمله کارتون‌های نیکلودئون مانند باب اسفنجی شلوارمکعبی و دنی فانتوم. چندین فیلم لایواکشن انگلیسی‌زبان (عمدتاً آمریکایی) نیز به زبان کره‌ای دوبله می‌شوند، اما در سینماها نمایش داده نمی‌شوند. این فیلم‌ها تنها از طریق شبکه‌های تلویزیونی کرهٔ جنوبی مانند KBS، MBC، SBS و EBS پخش می‌شوند؛ در حالی که نسخه‌های وارداتی دی‌وی‌دی این فیلم‌ها معمولاً با زیرنویس کره‌ای عرضه می‌شوند. از جملهٔ این فیلم‌ها می‌توان به جادوگر شهر اُز، مری پاپینز، مجموعهٔ فیلم‌های جنگ ستارگان و آواتار اشاره کرد. احتمال دارد این امر به این دلیل باشد که شش استودیوی بزرگ فیلم‌سازی آمریکا، مالک حقوق نسخه‌های دوبله‌شدهٔ کره‌ای این فیلم‌ها—که توسط شبکه‌های تلویزیونی کره‌ای تهیه و پخش شده‌اند—نیستند. حتی اگر آن‌ها این حقوق را نداشته باشند، بینندگان کره‌ای یا غیرکره‌ای می‌توانند نسخه‌های دوبله‌شدهٔ این فیلم‌ها را که از تلویزیون پخش می‌شوند، با استفاده از دستگاه‌های DVR ضبط و بر روی دی‌وی‌دی ذخیره کنند.
گاه بازی‌های ویدیویی نیز به زبان کره‌ای دوبله می‌شوند. برای مثال، مجموعه بازی‌های هیلو، جک و دکستر و خدای جنگ به زبان کره‌ای دوبله شده‌اند. در بازی‌های هیلو، لی جونگ گو صداپیشگی شخصیت اصلی مستر چیف را بر عهده دارد (به جای استیو داونز در نسخهٔ اصلی)، و کیم سو هیونگ صداپیشگی شخصیت چیفتن تارتاروس (یکی از دشمنان اصلی) را انجام می‌دهد (جایگزین صدای کوین مایکل ریچاردسون در نسخهٔ اصلی).

#### تایلند
در تایلند، برنامه‌های تلویزیونی خارجی به زبان تایلندی دوبله می‌شوند، اما معمولاً صدای اصلی نیز به‌طور هم‌زمان از طریق باند صوتی NICAM در پخش زمینی و از طریق صداهای جایگزین در پخش ماهواره‌ای ارائه می‌شود. در گذشته، ایستگاه‌های زمینی، صدای اصلی را به‌طور هم‌زمان از رادیو پخش می‌کردند. در تلویزیون پولی، بسیاری از شبکه‌ها فیلم‌ها و برنامه‌های تلویزیونی خارجی را با زیرنویس پخش می‌کنند. در سینماهای بانکوک و برخی شهرهای بزرگ، فیلم‌های انگلیسی‌زبان هم به‌صورت دوبله‌شده و هم با زیرنویس اکران می‌شوند. در شهرهای بزرگ مانند بانکوک، فیلم‌های تایلندی معمولاً دارای زیرنویس انگلیسی هستند.

#### ویتنام
در ویتنام، فیلم‌ها و برنامه‌های تلویزیونی خارجی اغلب با زیرنویس یا گویندگی روی تصویر به زبان ویتنامی پخش می‌شوند. دوبله‌سازی تا پیش از سال ۱۹۸۵ انجام نمی‌گرفت. فیلم ریو نخستین فیلم سینمایی آمریکایی بود که به‌طور کامل به زبان ویتنامی دوبله شد. از آن زمان به بعد، فیلم‌های کودکانه‌ای که پس از آن اکران شدند، به‌صورت دوبله‌شده در سینماها به نمایش درآمدند. شبکهٔ HTV3 برنامه‌های تلویزیونی کودکان از جمله بن تن و راهنمای بقای مدرسه ند را با استفاده از صداپیشگان مختلف دوبله کرده است.
پس از آن، برنامه‌های بیشتری دوبله شدند. همچنین بیشتر فیلم‌ها و مجموعه‌های تلویزیونی تولیدشده در کشورهای حوزه آسیا-اقیانوسیه همچون چین و ژاپن نیز به ویتنامی دوبله می‌شوند. شبکهٔ HTV3 به‌ویژه انیمه‌ها را با دوبلهٔ ویتنامی ارائه می‌دهد. مجموعهٔ پوکمون در اوایل ۲۰۱۴ از HTV3 با دوبلهٔ ویتنامی آغاز شد که از مجموعهٔ Best Wishes شروع شده بود. با وجود حفظ نام شخصیت‌ها، به دلیل جنجالی پیرامون دوبلهٔ صداهای پوکمون، این مجموعه از سپتامبر ۲۰۱۵ و هم‌زمان با آغاز پخش مجموعهٔ XY، به VTV2 منتقل شد. همچنین انیمهٔ ملوان ماه نیز در اوایل ۲۰۱۵ برای HTV3 دوبله شد.

### اروپا

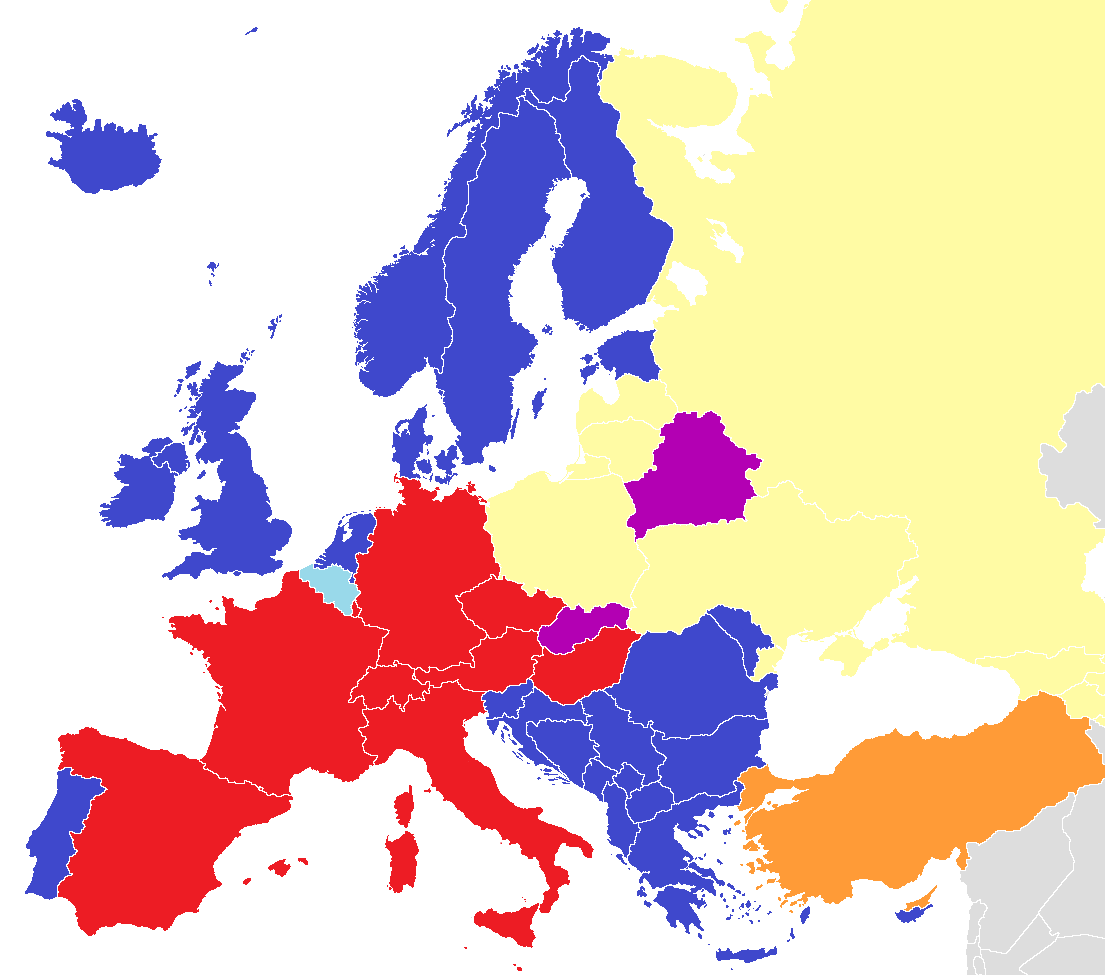
کشورهایی که تنها برای محتوای کودکان دوبله می‌کنند و در دیگر موارد از زیرنویس استفاده می‌کنند.
مناطق مختلط: کشورهایی که عمدتاً زیرنویس به کار می‌برند اما گاه به‌صورت کامل دوبله نیز انجام می‌دهند.
گویندگی روی تصویر: کشورهایی که معمولاً از یک یا چند گوینده استفاده می‌کنند در حالی که صدای اصلی همچنان شنیده می‌شود.
دوبلهٔ عمومی: کشورهایی که دوبلهٔ کامل با صداپیشگان متعدد انجام می‌دهند.
بلژیک: منطقهٔ هلندی‌زبان عمدتاً از زیرنویس استفاده می‌کند اما گاهی دوبله‌هایی از هلند وارد می‌کند یا برای فیلم‌های کودکانه دوبله‌های محلی تولید می‌کند. منطقهٔ فرانسوی‌زبان همهٔ فیلم‌ها را با دوبلهٔ کامل ارائه می‌دهد.
اسلواکی و بلاروس: کشورهایی با زبان رسمی مستقل که گاه دوبله‌های خاص خود را تولید می‌کنند اما اغلب از دوبله‌های کشورهای دیگر با زبان‌های مشابه بهره می‌برند.

#### فیلم‌ها و برنامه‌های کودکانه/خانوادگی
در شمال غربی اروپا، لهستان، پرتغال، بالکان، کشورهای بالتیک و کشورهای نوردیک، معمولاً تنها فیلم‌ها و برنامه‌های تلویزیونی کودکان دوبله می‌شوند؛ در حالی که برنامه‌ها و فیلم‌های مناسب نوجوانان یا بزرگسالان به‌صورت زیرنویس پخش می‌شوند. اگرچه تولیدات انیمیشن بزرگسالان (مانند ساوت پارک و سیمپسون‌ها) سنتی از دوبله شدن دارند. در فیلم‌هایی که در سینما اکران می‌شوند و مخاطبان مشخصی در هر دو ردهٔ سنی (زیر و بالای ۱۰–۱۱ سال) دارند، معمولاً نسخهٔ دوبله‌شده و نسخهٔ زیرنویس‌شده به‌طور هم‌زمان در دسترس هستند.

#### بلژیک

نقشه‌ای که ترجیح دوبله یا زیرنویس را در بلژیک نشان می‌دهد:
زیرنویس هلندی ترجیح داده می‌شود (به‌جز در انیمیشن‌های کودکانه)
دوبلهٔ فرانسوی ترجیح داده می‌شود
هم زیرنویس هلندی و هم فرانسوی ترجیح داده می‌شود (منطقه پایتختی بروکسل)

در بخش هلندی‌زبان بلژیک (فلاندر)، فیلم‌ها و سریال‌ها به زبان اصلی و با زیرنویس نمایش داده می‌شوند، به‌جز بیشتر فیلم‌هایی که برای کودکان ساخته شده‌اند. در این مورد خاص، گاهی نسخه‌های جداگانه‌ای در هلند و فلاندر ضبط می‌شود (مثلاً در برخی فیلم‌های والت دیزنی و هری پاتر). تفاوت این نسخه‌ها تنها در صداپیشگان و تلفظ است، در حالی که متن تقریباً یکسان است.
در بخش فرانسوی‌زبان بلژیک (والونیا)، فیلم‌ها در سینماها و تلویزیون معمولاً نسخهٔ دوبله‌شده به زبان فرانسوی هستند (با صداپیشگان فرانسوی). به‌جز معدودی از واژه‌ها، زبان فرانسوی گفتاری در فرانسه و بلژیک بسیار شبیه است. تعداد فیلم‌هایی که با زبان اصلی و زیرنویس در سینماها نمایش داده می‌شوند بسیار محدود است و بیشتر سینماها فقط نسخه‌های دوبله‌شده به فرانسوی را پخش می‌کنند.

#### بوسنی و هرزگوین
در بوسنی و هرزگوین معمولاً از دوبله‌های صربی و کرواتی استفاده می‌شود (به دلیل قابلیت درک متقابل آن‌ها)، اما برخی از کارتون‌ها به زبان بوسنیایی دوبله شده‌اند، برای نمونه پونی کوچولوی من: دوستی معجزه است. برنامه‌های کودکان (چه انیمیشن و چه لایواکشن) به‌صورت دوبله‌شده (به صربی، کرواتی یا بوسنیایی) پخش می‌شوند، در حالی که دیگر برنامه‌ها به زبان اصلی و با زیرنویس بوسنیایی پخش می‌شوند.

#### بلغارستان
در بلغارستان، دو نوع دوبلهٔ بلغاری وجود دارد. نخست، دوبلهٔ موسوم به «گویندگی روی تصویر» که در بازار تلویزیونی بلغارستان رایج است. در این روش که برگرفته از فناوری پشت‌صحنهٔ دههٔ ۱۹۷۰ است، صدای دوبلور بر روی صدای اصلی قرار می‌گیرد. این روش که هزینهٔ پایینی دارد، تنها به‌دلیل ارزان‌بودن ترجیح داده می‌شود، اما متأسفانه روشی منسوخ‌شده به‌شمار می‌رود که با الزامات فنی روزگار جدید هم‌خوانی ندارد.
روش دوم که در بسیاری از کشورهای اروپایی استاندارد و قابل‌قبول تلقی می‌شود، «دوبلهٔ هم‌زمان» است. این روش فناوری متفاوتی دارد و کیفیت صدای بالاتر و هم‌خوانی دقیق‌تری بین گفتار و تصویر ارائه می‌دهد. در این نوع دوبله، کل بخش گفت‌وگوی صدا به زبان بلغاری بازتولید می‌شود، به‌گونه‌ای که جایگزین کامل صدای اصلی باشد. از این نظر، دوبله به‌عنوان یکی از مراحل نهایی فرایند پس‌تولید فیلم شناخته می‌شود و شرکت‌های تولیدکننده، کنترل کامل بر تمام مراحل دوبله دارند.
پس از ۱۰ نوامبر ۱۹۹۱، موج بزرگی از انیمیشن‌های آمریکایی وارد بازار بلغارستان شد که می‌توان آن‌ها را به دو دسته تقسیم کرد:
الف) فیلم‌هایی که در زمان پردهٔ آهنین به بلغارستان نرسیده بودند یا مطابق با استاندارد جهانی دوبله نشده بودند. برای نمونه: «زیبای خفته» (۱۹۵۹)، «صد و یک سگ خالدار» (۱۹۶۱)، «کتاب جنگل» (۱۹۶۷)، «گربه‌های اشرافی» (۱۹۷۰)، «رابین هود» (۱۹۷۳) و بسیاری دیگر که پس از سال ۱۹۹۱ وارد بازار بلغارستان شدند.
ب) فیلم‌های جدیدی که پس از ۱۹۹۱ تولید شدند: «عصر یخبندان»، «داستان اسباب‌بازی»، «گیسوکمند»، «شیرشاه»، «مولان» و غیره.
پس از سال ۱۹۹۱، نخستین شبکه‌ای که حقوق پخش و دوبلهٔ مجموعه‌های دیزنی را به‌دست‌آورد، BNT بود. این شبکه آثاری چون «۱۰۱ سگ خالدار»، «وودی وودپکر»، «میکی موس»، «تام و جری» و غیره را دوبله و پخش کرد. نخستین فیلم‌های بلند انیمیشنی در استودیوهای «بویانا فیلم»، «دالی مدیا استودیو» (۱۹۹۲) و «آرس دیجیتال استودیو» (۱۹۹۴) دوبله شدند.
در سال ۱۹۹۹، استودیوی «الکساندرا آدیو» مسئول دوبلهٔ تولیدات دیزنی شد، زیرا BNT به‌دلیل عقب‌ماندگی فنی، حقوق این کار را از دست داد. در سال ۲۰۱۹، استودیوی «آندارتا» وارد حوزهٔ صداگذاری شد و در سال ۲۰۰۵ نیز استودیوی «پروفیلمز» کار خود را آغاز کرد که هر دو هنوز هم فعال هستند.

#### کرواسی
در کرواسی، فیلم‌های خارجی زنده و مجموعه‌های تلویزیونی همواره با زیرنویس نمایش داده می‌شوند، در حالی‌که بیشتر برنامه‌ها و فیلم‌های کودکانه و انیمیشن‌ها به زبان کرواتی دوبله می‌شوند. روند دوبله در دههٔ ۱۹۸۰ با برخی مجموعه‌های انیمیشنی آغاز شد و در دهه‌های ۹۰ و ۲۰۰۰ ادامه یافت و بعدها آثار بیشتری نیز برای رسانه‌های خانگی دوبله شدند. اخیراً تلاش‌های بیشتری برای گسترش دوبله انجام شده است، اما در برخی موارد واکنش عمومی منفی بوده است. با این حال، مخاطبان کروات در مجموع زیرنویس را به دوبله ترجیح می‌دهند؛ هرچند دوبله هنوز در میان انیمیشن‌ها و فیلم‌های کودکانه محبوب است. برخی از مجموعه‌های محبوب انیمیشنی مانند سیلور مون پس از آغاز دوبله، محبوبیت خود را از دست دادند و دوبلهٔ آن‌ها نهایتاً کنار گذاشته شد؛ با این‌حال، بیشتر برنامه‌های دوبله‌شده، به‌ویژه در تلویزیون و رسانه‌های خانگی، با استقبال خوبی روبرو شده‌اند. وضعیت برای فیلم‌های سینمایی نیز مشابه است و تنها آثاری که برای کودکان ساخته شده‌اند، دوبله می‌شوند.
شبکهٔ Nova TV در ۱ اکتبر ۲۰۰۸، شبکهٔ خواهر خود به نام *Mini TV* را راه‌اندازی کرد که نخستین کانال تلویزیونی ویژهٔ کودکان در کرواسی با تمام برنامه‌ها به‌صورت دوبله‌شده به زبان کرواتی بود. شبکهٔ RTL نیز در سال ۲۰۱۴ با راه‌اندازی RTL Kockica، رویه‌ای مشابه را دنبال کرد.
از دههٔ ۲۰۱۰ به بعد، روند دوبلهٔ آثار زندهٔ تلویزیونی و سینمایی برای کودکان، نوجوانان و جوانان رشد چشم‌گیری داشته است. با راه‌اندازی نسخهٔ کرواتی شبکهٔ نیکلودین در سال ۲۰۱۱، استودیوی NET اولین استودیوی کرواسی بود که دوبلهٔ حرفه‌ای آثار زنده را در دستور کار قرار داد. بیشتر آثار زندهٔ نوجوان‌پسند نیکلودین مانند آی کارلی، سم و کت، تاندرمن‌ها و ویکتوریوس نیز به زبان کرواتی دوبله شده‌اند. با رشد پلتفرم‌های استریم در دههٔ ۲۰۲۰، استودیو NET و دیگر استودیوها نیز تولید دوبله‌های کرواتی برای نتفلیکس را آغاز کردند. گرچه تمرکز اصلی همچنان بر دوبلهٔ آثار انیمیشنی است، ولی تعداد قابل توجهی از آثار زنده برای مخاطبان نوجوان نیز دوبله شده‌اند، مانند: Chupa (۲۰۲۳)، Geek Girl (۲۰۲۴)، Heartstopper (۲۰۲۲–۲۰۲۴)، من یک خون‌آشام را بیدار کردم (۲۰۲۳)، Matilda the Musical (۲۰۲۲) و بچه‌های جاسوس: آرماگدون (۲۰۲۳).
با این حال، تمام برنامه‌های تلویزیونی و اکران‌های سینمایی که برای بزرگسالان تولید شده‌اند، همچنان با زیرنویس ارائه می‌شوند.
برخی از دوبله‌های کرواتی نیز در بوسنی و هرزگوین پخش می‌شوند.
.

#### استونی
در استونی، تنها فیلم‌های خارجی مخصوص کودکان در سینماها و شبکه‌های تلویزیونی استونی دوبله می‌شوند. به‌طور معمول، سایر فیلم‌های خارجی با صدای اصلی و «خالص» خود به نمایش درمی‌آیند و دارای زیرنویس هستند. در تلویزیون، زیرنویس‌ها تقریباً همیشه به‌طور پیش‌فرض به زبان استونیایی در دسترس‌اند و گاهی به زبان‌های روسی و انگلیسی نیز ارائه می‌شوند. در سینماها، زیرنویس‌ها معمولاً به زبان‌های استونیایی و روسی هستند. کارتون‌ها و مجموعه‌های پویانمایی با دوبله یا صداگذاری ارائه می‌شوند. شبکه‌های تلویزیونی به زبان استونیایی، برای برنامه‌هایی با صدای انگلیسی، روسی و دیگر زبان‌های خارجی، از زیرنویس استفاده می‌کنند. با این حال، شبکه‌های تلویزیونی روس‌زبان بیشتر به دوبله تمایل دارند، زیرا اغلب آن‌ها در روسیه تولید و پخش می‌شوند (در مقابل شبکه‌های روس‌زبان معدودی که از استونی پخش می‌شوند).

#### یونان
در یونان، بیشتر فیلم‌های کارتونی دوبله می‌شوند. معمولاً وقتی فیلمی دارای دوبلهٔ یونانی باشد، نسخهٔ دوبله‌شده در سینماها نمایش داده می‌شود، اما نسخه‌های زیرنویس‌شده نیز در دسترس‌اند. برنامه‌های تلویزیونی خارجی برای بزرگسالان به زبان اصلی همراه با زیرنویس پخش می‌شوند. برخی از مجموعه‌های انیمهٔ ژاپنی و تله‌نُولاها معمولاً به یونانی دوبله می‌شوند. با این حال، هنگامی که Skai TV در آوریل ۲۰۰۶ بازراه‌اندازی شد، این شبکه تصمیم گرفت تقریباً تمام برنامه‌های خارجی را به زبان یونانی دوبله کند، اما پس از دریافت انتقاد از سوی بینندگان، به استفاده از زیرنویس بازگشت. تلاش‌هایی از سوی سرویس‌های استریم برای احیای دوبله به زبان یونانی صورت گرفته‌است. صرف‌نظر از زبان، تماشاگران یونانی ترجیح می‌دهند از زیرنویس استفاده کنند؛ با این حال، دوبله در مجموعه‌ها و فیلم‌های پویانمایی همچنان محبوب است.

#### ایرلند
جمهوری ایرلند معمولاً همان نسخه‌های فیلمی را دریافت می‌کند که در بریتانیا پخش می‌شوند. با این حال، برخی فیلم‌ها توسط شبکهٔ TG4 به زبان ایرلندی دوبله شده‌اند. کارتون‌های تلویزیونی کودکان نیز گاه‌گاهی به ایرلندی دوبله می‌شوند.

#### هلند
در هلند، دوبلهٔ هلندی عمدتاً برای فیلم‌های کودک و خانوادگی انجام می‌شود. فیلم‌های پویانمایی در سینماها با زیرنویس یا دوبلهٔ هلندی نمایش داده می‌شوند، اما در سینماهایی که تعداد سالن‌های بیشتری دارند، معمولاً نسخهٔ اصلی همراه با زیرنویس نیز ارائه می‌شود.

#### کشورهای شمال اروپا
در کشورهای شمال اروپا، دوبله تنها برای فیلم‌های پویانمایی (به‌جز فیلم‌های پویانمایی بزرگسالان که فقط زیرنویس می‌شوند)، مجموعه‌های تلویزیونی پویانمایی و دیگر رسانه‌های مخصوص کودکان استفاده می‌شود. برخی سینماها در شهرهای بزرگ ممکن است نسخهٔ اصلی را نیز نمایش دهند، معمولاً به‌عنوان آخرین نمایش روز یا در سالن کوچک‌تری از یک پردیس سینمایی.
در برنامه‌های تلویزیونی با روایت خارج از تصویر، هم صدای اصلی و هم دیالوگ‌های درون‌تصویر معمولاً به زبان محلی زیرنویس می‌شوند.
کشورهای شمال اروپا اغلب به‌عنوان یک بازار مشترک در نظر گرفته می‌شوند و نسخه‌های دی‌وی‌دی و بلو-ری با صدای اصلی و گزینه‌های قابل انتخاب زیرنویس به زبان‌های دانمارکی، فنلاندی، نروژی و سوئدی منتشر می‌شود. جلد این نسخه‌ها نیز معمولاً شامل متن‌هایی به چهار زبان یادشده است، هرچند گاهی جلدها به‌صورت جداگانه برای هر کشور طراحی می‌شوند. برخی نسخه‌ها ممکن است شامل صدا و زیرنویس به زبان‌های اروپایی دیگر (مانند آلمانی، یونانی، مجاری یا ایتالیایی) نیز باشند، به‌علاوهٔ صدای اصلی که در اغلب موارد ارائه می‌شود.
در فنلاند، نسخهٔ دوبله‌شدهٔ سوئدی نیز ممکن است در برخی سینماها برای کودکان متعلق به اقلیت ۵٪ سوئدی‌زبان در دسترس باشد، اما تنها در شهرهایی که جمعیت قابل توجهی از سوئدی‌زبان‌ها دارند. بیشتر نسخه‌های دی‌وی‌دی و بلو-ری معمولاً فقط صدای اصلی دارند، به‌جز مجموعه‌های پویانمایی تلویزیونی و تله‌نُولاها که علاوه بر صدای اصلی، صدا و زیرنویس به زبان‌های فنلاندی و سوئدی را نیز شامل می‌شوند.
در سینماهای فنلاند، فیلم‌های بزرگسالان دارای زیرنویس‌های فنلاندی و سوئدی هستند؛ متن فنلاندی با فونت معمولی و متن سوئدی در پایین آن با فونت ایتالیک نمایش داده می‌شود. در دوران اولیهٔ تلویزیون، برنامه‌های خارجی در فنلاند با صدای راوی پخش می‌شدند. بعدها استفاده از زیرنویس به رویهٔ معمول در تلویزیون فنلاند تبدیل شد. مانند بسیاری از کشورها، دوبله خارج از برنامه‌های کودکانه محبوب نیست. نمونه‌ای بارز از این موضوع، فیلم فیلم سیمپسون‌ها است؛ نسخهٔ اصلی آن بازخورد خوبی دریافت کرد، اما نسخهٔ دوبله‌شدهٔ فنلاندی با نقدهای تندی مواجه شد و حتی برخی منتقدان آن را «فاجعه» نامیدند. از سوی دیگر، بسیاری از دوبله‌های مجموعه‌ها و فیلم‌های پویانمایی دیزنی در فنلاند با استقبال عمومی و نقدهای مثبت مواجه شده‌اند.
در ایسلند، نسخه‌های دوبله‌شدهٔ فیلم و تلویزیون در ابتدا به زبان دانمارکی بودند و برخی به زبان ایسلندی ترجمه می‌شدند، اما زبان ایسلندی جایگزین آن‌ها شده‌است. مجموعهٔ تلویزیونی لیزی‌تاون، که در اصل به زبان انگلیسی تولید شده بود، به ایسلندی دوبله شد و همچنین به ۳۲ زبان دیگر نیز ترجمه شده‌است.

#### مقدونیه شمالی
در مقدونیه شمالی، بسیاری از کارتون‌ها به زبان مقدونی دوبله می‌شوند، اما برخی دوبله‌های زبان صربی نیز پخش می‌شوند. برنامه‌های کودک به زبان مقدونی یا صربی دوبله می‌شوند، در حالی‌که سایر برنامه‌ها به زبان اصلی همراه با زیرنویس مقدونی نمایش داده می‌شوند. برای فیلم‌های دیزنی، از دوبله‌های صربی استفاده می‌شود، چراکه دوبله‌ای به زبان مقدونی برای این آثار وجود ندارد.

#### پرتغال
در پرتغال، دوبله در سال ۱۹۴۸ طبق قانونی به‌منظور حمایت از صنعت فیلم داخلی و محدود کردن دسترسی مردم (به دلیل نرخ بالای بی‌سوادی) ممنوع شد. تا سال ۱۹۹۴، فیلم‌های پویانمایی و سایر برنامه‌های تلویزیونی کودکان با زیرنویس در پرتغال پخش می‌شدند و از دوبله‌های پرتغالی برزیلی استفاده می‌گردید، چراکه شرکت‌های پرتغالی علاقه‌ای به دوبله نداشتند. این بی‌علاقگی توجیه‌پذیر بود، زیرا نسخه‌های دوبله‌شدهٔ باکیفیت در برزیل تولید شده‌بود. شیر شاه نخستین فیلم بلند بود که به پرتغالی اروپایی دوبله شد.
امروزه، همهٔ فیلم‌های مخصوص کودکان دوبله می‌شوند. در پرتغال، زیرنویس اولویت دارد و در تمام فیلم‌ها، مجموعه‌ها و مستندهای خارجی مورد استفاده قرار می‌گیرد، مگر آن‌که مخاطب فیلم کودکان باشند.
در تلویزیون، فیلم‌ها و برنامه‌های کودکان همیشه دوبله می‌شوند. در سینماها، فیلم‌هایی که هدف آن‌ها کودکان است، معمولاً در دو نسخه پخش می‌شوند: یکی دوبله‌شده (با علامت V.P. برای versão portuguesa به‌معنای «نسخهٔ پرتغالی») و دیگری با زیرنویس (با علامت V.O. برای versão original به‌معنای «نسخهٔ اصلی»). این دوگانگی تنها شامل فیلم‌های کودکانه می‌شود. سایر فیلم‌ها تنها زیرنویس دارند. اگرچه کیفیت این دوبله‌ها به رسمیت شناخته شده و حتی برخی از آن‌ها جوایز بین‌المللی دریافت کرده‌اند، بزرگسالان معمولاً نسخه‌های اصلی با زیرنویس را ترجیح می‌دهند. در حال حاضر، مجموعه‌ها و فیلم‌های لایو اکشن همیشه به زبان اصلی همراه با زیرنویس پرتغالی نمایش داده می‌شوند. خدمات استریم نیز محتوایی برای بزرگسالان با دوبلهٔ پرتغالی ارائه می‌دهند و امکان انتخاب زبان اصلی را نیز فراهم کرده‌اند. برخی انیمه‌ها نیز به پرتغالی اروپایی دوبله شده‌اند (مانند دراگون بال و ناروتو). نتفلیکس اکنون برخی فیلم‌ها و سریال‌های خارجی مخصوص مخاطب بزرگسال (رده‌های سنی M/12، M/14 و M/16) را با دوبلهٔ پرتغالی و همچنین نسخهٔ اصلی همراه با زیرنویس ارائه می‌دهد.

#### رومانی
در رومانی، تقریباً تمام برنامه‌های مخصوص کودکان به زبان رومانیایی دوبله می‌شوند. فیلم‌های پویانمایی در سینماها با دوبلهٔ رومانیایی نمایش داده می‌شوند، اما سینماهایی با سالن‌های بیشتر، نسخهٔ اصلی همراه با زیرنویس را نیز ارائه می‌کنند. سایر برنامه‌ها و فیلم‌های خارجی به زبان اصلی با زیرنویس رومانیایی پخش می‌شوند. بازار رومانی معمولاً ترجیح به زیرنویس دارد. طبق «یوروبارومتر ویژه ۲۴۳» (نمودار QA11.8) از کمیسیون اروپا (تحقیقی که در نوامبر و دسامبر ۲۰۰۵ انجام شد)، ۶۲٪ از مردم رومانی تماشای فیلم‌های خارجی با زیرنویس را ترجیح می‌دهند، ۲۲٪ دوبله را ترجیح می‌دهند و ۱۶٪ پاسخی ندادند. با این‌که تصور می‌شود تماشای نسخهٔ اصلی فیلم‌ها برای یادگیری زبان مفید است، همین تحقیق نشان می‌دهد تقریباً هیچ رومانیایی این روش را مؤثرترین روش نمی‌داند، درحالی‌که ۵۳٪ یادگیری در مدرسه را ترجیح می‌دهند.
برخی برنامه‌هایی که از شبکهٔ The Fishing & Hunting Channel پخش می‌شوند، زیرنویس دارند. شبکهٔ تلویزیونی پاپریکا پیش‌تر از صداگذاری استفاده می‌کرد، اما اکنون از زیرنویس بهره می‌برد. برخی تیزرهای تبلیغاتی فیلم‌ها در شبکهٔ TV1000 با صداگذاری هستند؛ اما خود فیلم‌ها زیرنویس دارند. نمونه‌هایی در زمان‌های ۲:۱۱، ۴:۲۵، ۵:۰۹ و ۷:۱۵ قابل مشاهده‌اند. در مارس ۲۰۲۳، کانال دی (رومانی) تلاش کرد اولین سریال ترکی، اتاق قرمز (Kirmizi Oda) را دوبله‌شده به زبان رومانیایی پخش کند، اما به دلیل انتقادهای شدید در شبکه‌های اجتماعی و کاهش مخاطب، تنها پس از دو قسمت پخش آن را به نسخهٔ زیرنویس‌شده تغییر داد.

#### صربستان
دوبله‌های زبان صربی عمدتاً برای صربستان انجام می‌شوند، اما در مونته‌نگرو و بوسنی و هرزگوین نیز پخش می‌شوند. فیلم‌های انیمیشنی مخصوص کودکان و برخی فیلم‌ها و سریال‌های زنده نیز به صربی دوبله می‌شوند، در حالی که فیلم‌ها و سریال‌های زنده مخصوص بزرگسالان همیشه با زیرنویس پخش می‌شوند؛ چراکه در منطقه‌ی جمهوری فدرال سابق یوگسلاوی، مردم برای قالب‌های زنده، زیرنویس را ترجیح می‌دهند. استثنای این قاعده، سریال ترکی عمر گل لاله بود که در سال ۲۰۱۱ دوبله و از شبکه RTV Pink پخش شد، اما به دلیل بازخورد منفی، ادامه سریال با زیرنویس پخش شد.
دوبله‌های سریال‌های کارتونی در یوگسلاوی سابق در دهه ۱۹۸۰ سبک خاص خود را داشتند: بازیگران مشهور صرب مانند نیکولا سیمیچ، میچا تاتیچ، نادا بلام و دیگران، صداگذاری شخصیت‌های دیزنی، برادران وارنر، مترو گلدوین مایر و شرکت‌های دیگر را انجام می‌دادند و اغلب از عبارات و اصطلاحات منطقه‌ای استفاده می‌کردند و بدین ترتیب، طنز محلی به ترجمه‌ی جملات اصلی اضافه می‌کردند. این عبارات محبوبیت فراوانی یافتند و هنوز هم به‌عنوان طنز در موقعیت‌های خاص استفاده می‌شوند. این دوبله‌ها اکنون دوبله‌هایی کالت به‌شمار می‌روند. تنها دوبله‌ای که پس از دهه‌های ۱۹۸۰ و ۱۹۹۰ توانست دنبال‌کنندگان وفاداری پیدا کند، دوبله سریال باب‌اسفنجی شلوارمکعبی است که بین سال‌های ۲۰۰۲ تا ۲۰۱۷ از شبکه B92 پخش شد و به دلیل ترجمه‌ای ماندگار با طنز منطقه‌ای، مشابه دوبله‌های دهه ۱۹۸۰، محبوب شد.
برخی دوبله‌های صربی همچنین در مقدونیه شمالی نیز پخش می‌شوند، در حالی که دوبله‌های کالت تولیدشده در زمان یوگسلاوی در سراسر کشور (یعنی کرواسی، بوسنی و هرزگوین، مونته‌نگرو، اسلوونی، مقدونیه شمالی و صربستان) پخش می‌شدند.
در قرن ۲۱، دوبلورهای برجسته در صربستان شامل مارکو مارکوویچ، ولادیسلاوا جورجوویچ، یلنا گاوریلوویچ، دراگان ووییچ، میلان آنتونیچ، بوریس میلیووویچ، رادوان وویوویچ، گوران یفتیچ، ایوان بوسیلیچیچ، گوردان کیچیچ، اسلوبودان استفانوویچ، دوبراوکو یووانوویچ، دراگان میچانوویچ، اسلوبودان نینکوویچ، برانیسلاو لچیچ، یاکوف یفتوویچ، ایوان یفتوویچ، کاترینا ژوتیچ، آنیسا دوبرا، وویا برایوویچ، نبویسا گلوگوواچ و دژان لوتکیچ هستند.

#### اسلوونی
در اسلوونی، همهٔ فیلم‌ها و برنامه‌های تلویزیونی خارجی زیرنویس می‌شوند، به‌جز فیلم‌ها و برنامه‌های تلویزیونی مخصوص کودکان (چه انیمیشنی و چه زنده). نسخه‌های دوبله‌شده همیشه در سینماها و بعدها در شبکه‌های تلویزیونی پخش می‌شوند، اما سینماها گاهی نسخه‌های زیرنویس‌شده فیلم‌های کودکان را نیز نمایش می‌دهند.

#### بریتانیا
در بریتانیا، بیشتر فیلم‌های خارجی زبان با زیرنویس پخش می‌شوند، گرچه فیلم‌های انیمیشنی عمدتاً به زبان انگلیسی دوبله می‌شوند. این دوبله‌ها معمولاً منشأ آمریکای شمالی دارند، نه اینکه به‌طور محلی دوبله شده باشند. سریال‌های خارجی زبان که از شبکه BBC Four پخش می‌شوند، به زبان انگلیسی زیرنویس می‌شوند (گرچه در بخش‌هایی که خود به زبان انگلیسی هستند، زیرنویس حذف می‌شود). بااین‌حال، نمونه‌های مشهوری از فیلم‌ها و برنامه‌های تلویزیونی وجود دارد که با موفقیت در بریتانیا دوبله شده‌اند، مانند سری ژاپنی مجموعهٔ تلویزیونی میمون و سریال فرانسوی چرخ‌وفلک جادویی. هنگام پخش فیلم‌ها از تلویزیون، شبکه‌های بریتانیایی معمولاً زیرنویس را به دوبله ترجیح می‌دهند، حتی اگر نسخه دوبله‌شده به انگلیسی موجود باشد. همچنین، امری رایج است که انیمیشن‌هایی که مخاطب آن‌ها کودکان پیش‌دبستانی هستند با صداپیشگان بریتانیایی دوباره‌دوبله شوند، مانند سریال گشت پنجه‌ای محصول شرکت Spin Master Entertainment، گرچه این کار برای برنامه‌هایی که برای مخاطبان بزرگ‌تر تولید شده‌اند انجام نمی‌شود. بخش‌های روایت خارج از صحنه برخی برنامه‌ها و شوی‌های واقع‌نمای آمریکای شمالی نیز با صداهای بریتانیایی دوباره ضبط می‌شوند. سریال باواریایی فروید که در سال ۲۰۲۰ از نتفلیکس پخش شد، نیز به زبان انگلیسی دوبله شده‌است.
برخی فیلم‌ها و برنامه‌های تلویزیونی انیمیشنی نیز به زبان ولزی و زبان گالیک اسکاتلندی دوبله شده‌اند.
سریال Hinterland نمونه‌ای نه‌چندان رایج از یک تولید دوزبانه را ارائه می‌دهد. هر صحنه دو بار فیلم‌برداری شده‌است، یک‌بار به زبان انگلیسی و یک‌بار به زبان ولزی، به‌جز چند صحنه که در نسخه انگلیسی، زبان ولزی با زیرنویس حفظ شده‌است.

#### فیلم‌ها و برنامه‌های عمومی
در بازارهای زبان فرانسوی، ایتالیایی، اسپانیایی، آلمانی، روسی، لهستانی، چکی، اسلواکی و مجاری در اروپا، تقریباً همه فیلم‌ها و برنامه‌های تلویزیونی خارجی دوبله می‌شوند (به‌جز در مورد خاص اکثر اکران‌های سینمایی برای مخاطبان بزرگسال در جمهوری چک و اسلواکی). در این کشورها، فرصت‌های اندکی برای تماشای فیلم‌های خارجی به زبان اصلی وجود دارد. در اسپانیا، ایتالیا، آلمان و اتریش، حتی در بزرگ‌ترین شهرها نیز تعداد اندکی سینما وجود دارد که نسخه‌های اصلی را با زیرنویس یا بدون ترجمه نمایش دهند. با این حال، برنامه‌های دیجیتال تلویزیون پولی اغلب به زبان اصلی نیز در دسترس هستند، از جمله فیلم‌های جدید. پیش از رواج DVDها (و پس از آن ویدئو به‌درخواست (VOD وی او دی Video on demand) و استریمینگ) که در این کشورها عمدتاً دارای چندین ترک صوتی هستند، فیلم‌های زبان اصلی (یعنی فیلم‌هایی به زبان‌هایی غیر از زبان رسمی کشور) نادر بودند، چه در سینما، چه در تلویزیون و چه در ویدئوی خانگی. نسخه‌های زیرنویس‌شده محصولی برای جاویژه بازار، مانند فیلم‌های روشنفکرانه یا هنری محسوب می‌شدند.

#### آلبانی
نخستین فیلمی که به آلبانیایی دوبله شد، فیلم جنگجوی بزرگ اسکندربیگ در سال ۱۹۵۴ بود. از آن زمان، هزاران عنوان محبوب توسط استودیوهای مختلف دوبلاژ به آلبانیایی دوبله شده‌اند. تمامی فیلم‌های انیمیشنی و برنامه‌های کودک به آلبانیایی دوبله می‌شوند (اگرچه در اغلب موارد، ترانه‌ها به زبان انگلیسی یا زبان اصلی فیلم باقی می‌مانند و زیرنویس آلبانیایی دارند). بسیاری از فیلم‌های لایو-اکشن نیز دوبله می‌شوند. با این حال، سریال‌های تلویزیونی معمولاً دوبله نمی‌شوند و به‌جای آن، زیرنویس دارند؛ به‌جز تعداد معدودی از سریال‌های مکزیکی، برزیلی و ترکی مانند: پور تی (برای تو)، سلبریداد  (Celebridade)، خانهٔ هفت زن و از هم گسیخته. در مورد مستندها، آلبانی معمولاً از نریشن (voice-over) استفاده می‌کند.

#### فرانسه
در فرانسه، دوبله یک روش رایج است. بیشتر فیلم‌هایی که در سینما اکران می‌شوند — به‌ویژه آن‌هایی که از سوی توزیع‌کنندگان بزرگ عرضه می‌شوند — دوبله می‌گردند. فیلم‌هایی که دوبله نمی‌شوند، معمولاً فیلم‌های مستقل خارجی با بودجهٔ محدود برای پخش بین‌المللی یا فیلم‌های هنری با مخاطب خاص هستند.
تقریباً همهٔ سالن‌های سینما فیلم‌ها را با دوبلهٔ فرانسوی نمایش می‌دهند («VF» که مخفف version française است). برخی سالن‌ها اکران‌هایی به زبان اصلی فیلم («VO» مخفف version originale) همراه با زیرنویس فرانسوی («VOST» مخفف version originale sous-titrée) هم دارند. تعداد اندکی از سینماهای کوچک، فقط نسخه‌های زبان اصلی را نمایش می‌دهند. بنا بر آمار مرکز ملی سینما و تصویر متحرک (CNC), نمایش‌های VOST در فرانسه ۱۶٫۹٪ از کل فروش بلیت‌ها را شامل می‌شود.
دوبله برای پخش خانگی و تلویزیونی نیز الزامی است. با این حال، از زمان گسترش تلویزیون دیجیتال، برنامه‌های خارجی به‌صورت دو زبانه از تلویزیون پخش می‌شوند؛ به این صورت که صوت پیش‌فرض دوبلهٔ فرانسوی است، اما بینندگان می‌توانند صدای زبان اصلی را فعال کرده و زیرنویس فرانسوی را نیز روشن کنند. شبکهٔ دو زبانهٔ آرته به‌صورت ویژه هم نسخهٔ دوبله‌شدهٔ فرانسوی و آلمانی و هم نسخهٔ زبان اصلی را پخش می‌کند.

#### آلمان، اتریش، سوئیس
بازار دوبلهٔ آلمانی‌زبان بزرگ‌ترین بازار دوبله در اروپا است. آلمان دارای بیشترین تعداد استودیوهای دوبلهٔ فیلم‌های خارجی به ازای جمعیت و مساحت در جهان است، و بنا به گزارش روزنامهٔ آلمانی دی ولت، ۵۲٪ از تمام صداپیشگان فعلاً در صنعت دوبلهٔ آلمانی مشغول به کار هستند. در آلمان و اتریش، تقریباً تمامی فیلم‌ها، نمایش‌ها، سریال‌های تلویزیونی و سریال آبکی خارجی به‌صورت نسخه‌های دوبله‌شده ویژهٔ بازار آلمان پخش می‌شوند. دوبلهٔ فیلم‌ها در کشورهای آلمانی‌زبان اروپا یک سنت دیرینه و رایج است، زیرا زیرنویس‌ها به اندازهٔ دیگر کشورهای اروپایی پذیرفته‌شده و رایج نیستند. بر اساس یک مطالعهٔ اروپایی، اتریش بالاترین نرخ عدم پذیرش زیرنویس (بیش از ۷۰ درصد) را دارد و پس از آن ایتالیا، اسپانیا و آلمان قرار دارند.
در بازارهای آلمانی‌زبان، بازی‌های رایانه‌ای و ویدیویی دارای منوهای متنی آلمانی هستند و در صورت وجود دیالوگ، معمولاً به زبان آلمانی دوبله می‌شوند.
برخلاف آلمان و اتریش، سینماهای سوئیس آلمانی‌زبان به‌طور سنتی ترجیح می‌دادند نسخه‌های خارجی فیلم‌ها را با زیرنویس نمایش دهند. پخش‌کنندگان فیلم در سوئیس نسخه‌هایی دوزبانه با زیرنویس‌های آلمانی و فرانسوی تهیه می‌کردند، که به عنوان نسخهٔ اصلی شناخته می‌شدند، و نسخهٔ دوبله‌شده نیز به نمایش درمی‌آمد. با این حال، در سال‌های اخیر گرایش به سمت نسخه‌های دوبله‌شده افزایش یافته و این نسخه‌ها اکنون در اکثر اکران‌ها غالب هستند. پخش تلویزیونی فیلم‌ها و برنامه‌های خارجی نیز به‌طور سنتی دوبله‌شده بوده است.
ایستگاه‌های تلویزیونی سوئیس و اتریش به‌طور فزاینده‌ای فیلم‌ها و برنامه‌های تلویزیونی خارجی را با چندین باند صوتی پخش می‌کنند، به‌طوری‌که بیننده می‌تواند بین زبان اصلی (مثلاً انگلیسی) و زبان محلی کانال (آلمانی، فرانسوی یا ایتالیایی بسته به منطقه) انتخاب کند.
اگرچه صداپیشگان آلمانی‌زبان معمولاً نقش ثانویه دارند، اما همچنان در شناساندن صداهای آشنا برای بازیگران معروف نقش مهمی ایفا می‌کنند. بازیگران خارجی مشهور با صدای آلمانی خود شناخته می‌شوند و بینندگان آلمانی‌زبان به این صداها عادت دارند، بنابراین دوبله از منظر اصالت نیز اهمیت دارد. با این حال، در شهرهای بزرگ، سالن‌هایی وجود دارد که فیلم‌ها را به زبان اصلی نمایش می‌دهند، چرا که زبان انگلیسی در میان مخاطبان جوان و تحصیل‌کرده محبوب‌تر شده‌است. در تلویزیون‌های اصلی آلمان، فیلم‌ها هرگز با زیرنویس پخش نمی‌شوند، اما برنامه‌های پولی غالباً به زبان اصلی در دسترس هستند. فیلم‌های خاص و هنری گاه‌به‌گاه در شبکه‌های کوچک‌تر با زیرنویس پخش می‌شوند.
نسخه‌های دوبله‌شده به آلمانی گاهی تفاوت زیادی با نسخهٔ اصلی دارند، به‌ویژه از نظر افزودن عناصر طنزآمیز که در نسخهٔ اصلی وجود ندارند. در موارد افراطی، مانند ترغیب‌گران! یا اریک وایکینگ، نسخهٔ دوبله‌شدهٔ آلمانی موفق‌تر از نسخهٔ اصلی انگلیسی بوده‌است. در مواردی، ترجمه شوخی‌های صریح جنسی به نسخهٔ آلمانی افزوده می‌شود که ممکن است در نسخهٔ آمریکایی مجاز نباشد. برای نمونه، در فیلم افسونگر، جملهٔ "The Door hanger|Do Not Disturb sign will hang on the door tonight" به "امشب تنها چیزی که آویزان خواهد شد، تابلوی مزاحم نشوید است" تغییر یافت. این شیوه در دهه‌های ۱۹۶۰ تا ۱۹۸۰ رایج بود و از دههٔ ۱۹۹۰ به بعد بسیار کمتر شد.
برخی فیلم‌ها که در اتریش دوبله شده‌اند از نسخهٔ استاندارد آلمانی متفاوت‌اند، به‌ویژه در خطاب به دیگران، ولی تنها در نسخه‌هایی که به لهجه‌های خاص اتریشی دوبله شده‌اند. (مثلاً آقای و خانم به «Herr» و «Frau» ترجمه می‌شود که معمولاً به‌منظور هم‌زمانی لب‌ها ترجمه نمی‌شوند.)
گاه حتی نام‌های کوچک انگلیسی نیز به هم‌ارز آلمانی‌شان ترجمه و تلفظ می‌شوند. (مثلاً نام انگلیسی "Bert" به شکل جنوبی آلمانی "Bertl" ترجمه شده که مخففی برای هر نامی است که با «برت» شروع یا پایان می‌یابد، مانند «Berthold» یا «Albert».)
برخی فیلم‌های دوبله‌شده پیش از اتحاد آلمان دارای نسخه‌های متفاوتی برای آلمان شرقی و آلمان غربی بودند. این نسخه‌ها از نظر ترجمه متفاوت بوده و اغلب در سبک دوبله نیز تفاوت داشتند.

#### مجارستان
در مجارستان دوبله تقریباً به‌صورت فراگیر رایج است. تقریباً تمام فیلم‌ها یا سریال‌های خارجی که در مجارستان منتشر می‌شوند به زبان مجاری دوبله می‌شوند. تاریخچهٔ دوبله در مجارستان به دهه ۱۹۵۰، دوران حکومت کمونیستی، بازمی‌گردد. یکی از دوبله‌های نمادین در مجارستان مربوط به کارتون آمریکایی خانواده فلینت‌استون (خانوادهٔ عصر حجر در تلویزیون ایران) بود که توسط یوسف رومهانی (József Romhányi) ترجمه شده بود. پایگاه دادهٔ اینترنتی دوبلهٔ مجاری (ISzDB) بزرگ‌ترین بانک اطلاعاتی دوبله در این کشور است. طبق صفحه ۵۹ گزارش یوروبارومتر، ۸۴٪ از مجارها دوبله را به زیرنویس ترجیح می‌دهند.
در دوران سوسیالیسم، تمام فیلم‌ها با حضور بازیگران حرفه‌ای و محبوب دوبله می‌شدند. سعی می‌شد که یک بازیگر صداپیشه، به‌طور مستمر به یک بازیگر اصلی خارجی صدا بدهد. در اوایل دهه ۱۹۹۰، با تلاش سینماها برای هم‌پای شدن با اکران‌های جدید، زیرنویس در سینما رایج شد. این موضوع باعث شد شبکه‌های تلویزیونی دوبله‌های ارزان‌قیمت خود را تولید کنند که کیفیت دوبله را به‌مرور کاهش داد. با این حال، اکنون دوبله برای آثار پرطرفدار دوباره از سر گرفته شده است، هرچند کیفیت آن اغلب متوسط است. در شهرهای بزرگ حداقل یک سینما نسخهٔ اصلی فیلم را نمایش می‌دهد.
در مجارستان، مستندها و سریال‌های مستند مانند آنچه از شبکه‌های دیسکاوری و نشنال جئوگرافیک پخش می‌شود، عمدتاً به‌صورت صداگذاری ارائه می‌شوند. برخی آثار قدیمی یا دارای شوخی‌های غیرقابل ترجمه (مانند سریال مستربین) فقط با زیرنویس نمایش داده می‌شوند.
مشکلی جدیدتر مربوط به دوبله‌های موجود در دی‌وی‌دی‌ها است. نسل‌هایی با صداگذاری قدیمی بزرگ شده‌اند، که اکنون از لحاظ فنی (مانند صدای مونو یا استریوی ضعیف) یا قانونی (پایان اعتبار مجوز دوبله) برای دی‌وی‌دی مناسب نیستند. بنابراین، بسیاری از فیلم‌ها با دوبلهٔ جدید عرضه می‌شوند که گاه بسیار نامحبوب هستند. در برخی موارد، نسخهٔ مجاری به‌طور کامل حذف شده‌است. این موضوع به‌ویژه در مورد شرکت Warner Home Video Hungary اتفاق افتاد که از گنجاندن دوبلهٔ مجاری خودداری کرد و فقط به ارتقاء کیفیت تصویر بسنده نمود.

#### ایتالیا
در ایتالیا دوبله کاملاً سیستماتیک و دارای سنتی دیرینه از دهه ۱۹۳۰ است. در دوران فاشیستی موسولینی، نمایش فیلم‌های خارجی به زبان اصلی از سال ۱۹۳۸ به دلایل سیاسی ممنوع شد. رم، مرکز اصلی صنعت دوبله در ایتالیاست، جایی که تولیدات اصلی مانند فیلم‌ها، درام‌ها، مستندها و برخی آثار انیمیشنی دوبله می‌شوند. با این حال، دوبلهٔ بسیاری از آثار انیمه و تولیدات فرعی در میلان انجام می‌شود. تقریباً تمام آثار خارجی، در هر ژانر و برای هر گروه سنی، به زبان ایتالیایی دوبله می‌شوند. برخی سینماها در شهرهای بزرگ نمایش‌هایی با زبان اصلی دارند، اگرچه این مسئله رایج نیست. در برنامه‌های تلویزیونی، زیرنویس‌ها بیشتر در ساعات پایانی شب ارائه می‌شوند و در سرویس‌های پولی و استریم، فیلم‌ها هم با دوبله و هم به زبان اصلی در دسترس هستند.
بازیگرانی همچون آلبرتو سوردی و نینو مانفردی در ابتدای کار حرفه‌ای خود به‌طور گسترده به‌عنوان صداپیشه فعالیت داشتند. در برهه‌ای، ضبط صحنه‌ها بدون صدا (MOS) در سینمای ایتالیا رایج بود و تمام دیالوگ‌ها در مرحلهٔ پس‌تولید دوبله می‌شدند. نمونهٔ قابل‌توجه آن فیلم خوب، بد، زشت بود که در آن تمام بازیگران دوبلهٔ نقش خود را انجام دادند.
به‌دلیل حضور بازیگران بین‌المللی در بسیاری از آثار، دوبله برای قابل‌فهم شدن گفتگوها ضروری بود. برخی کارگردانان حتی از بازیگران می‌خواستند به‌جای دیالوگ، اعداد بشمارند تا فقط حرکت لب با دیالوگ همخوان شود. فدریکو فلینی از این روش «گویش عددی» در فیلم‌هایش استفاده می‌کرد. در این روش، به‌جای دیالوگ واقعی، بازیگر اعداد را پشت‌سرهم می‌شمارد، برای مثال جمله‌ای با ۱۵ واژه معادل شمارش تا ۳۰ است: «۱-۲-۳-۴...» و غیره.
در مواردی دوبله برای اهداف هنری استفاده می‌شد. حتی بازیگران ایتالیایی نیز گاه دوبله می‌شدند اگر صدای آن‌ها برای نقش مناسب تشخیص داده نمی‌شد. فلینی معمولاً بازیگرانی غیرحرفه‌ای را فقط به‌دلیل ظاهرشان انتخاب می‌کرد و دیالوگ‌ها را کاملاً به صداپیشگان می‌سپرد. برخی صداپیشگان مانند کارلو کوروکولو، اورسته لیونلو یا الیو پاندولفی حتی در یک فیلم چندین نقش را دوبله می‌کردند. برای نمونه، در فیلم جنگو (۱۹۶۶) صدای فرانکو نرو توسط ناندو گادزولو دوبله شد چون صدای واقعی‌اش جوان‌تر از نقشش بود. کلودیا کاردیناله نیز به‌خاطر لهجهٔ تونسی‌اش برای یک دهه دوبله می‌شد. این روند از دهه ۱۹۹۰ با رواج ضبط همزمان صدا (Sync sound) رو به افول گذاشت.
بازی‌های ویدیویی معمولاً به زبان ایتالیایی دوبله می‌شوند، مانند سری‌های فرقهٔ اساسین، هیلو، بتمن: آرکهام و هری پاتر؛ یا اینکه با صدای اصلی و زیرنویس ایتالیایی منتشر می‌شوند.
در مورد مستندها، ایتالیا اغلب از صداگذاری بهره می‌برد.

##### لتونی و لیتوانی
در لتونی و لیتوانی، تنها فیلم‌های کودکان در سینما دوبله می‌شوند، در حالی که بسیاری از فیلم‌های لایواکشن برای مخاطبان بزرگسال از روش صداگذاری هم‌زمان استفاده می‌کنند. بسیاری از برنامه‌های تلویزیونی کودکانه، مانند باب‌اسفنجی شلوارمکعبی، با صداگذاری هم‌زمان پخش می‌شوند، اما در سال‌های اخیر، برخی از آن‌ها، به‌ویژه آن‌هایی که برای پیش‌دبستانی‌ها تولید شده‌اند، به زبان لتونیایی و لیتوانیایی دوبله شده‌اند.

##### لهستان
در گذشته، فیلم‌های خارجی در لهستان همگی با زیرنویس نمایش داده می‌شدند. سنت دوبله در لهستان میان دو جنگ جهانی آغاز شد. در سال ۱۹۳۱، از نخستین فیلم‌هایی که به لهستانی دوبله شدند می‌توان به منحنی‌های خطرناک (۱۹۲۹)، رقص زندگی (۱۹۲۹)، پارامونت در رژه (۱۹۳۰)، و عزیزم خدایان (۱۹۳۰) اشاره کرد. در سال ۱۹۴۹، نخستین استودیوی دوبله در ووچ تأسیس شد. اولین فیلمی که در آن سال دوبله شد روسکی ووپروس (محصول ۱۹۴۸) بود. با آن‌که کیفیت در ابتدا پایین بود، تعداد فیلم‌های دوبله‌شده و کیفیت دوبله در طول زمان بهبود یافت، و میان دهه‌های ۱۹۶۰ تا ۱۹۸۰ تقریباً یک‌سوم فیلم‌های خارجی نمایش‌داده‌شده در سینماها دوبله شده بودند. «مکتب دوبله لهستانی» به دلیل کیفیت بالای خود شهرت یافت. فردی که آغازگر نسخه‌های دوبله باکیفیت بود، کارگردان زوفیا دیبوفسکا-الکساندروویچ بود. تلویزیون لهستان فیلم‌ها و مجموعه‌هایی مانند دارا و ندار، فالتی تاورز، فورسایت‌ها، الیزابت آر، من، کلودیوس، منهتن را خواهم گرفت، و پتر کبیر را دوبله کرد.
در دهه ۱۹۸۰، به دلیل کاهش بودجه، تلویزیون دولتی برای صرفه‌جویی در هزینه نوارها، فیلم‌ها را به‌صورت زنده و هم‌زمان صداگذاری می‌کرد. در مجموع، در فاصله ۱۹۴۸ تا ۱۹۹۸، نزدیک به ۱٬۰۰۰ فیلم به لهستانی دوبله شدند. در دهه ۱۹۹۰، دوبله فیلم‌ها و مجموعه‌ها ادامه یافت، گرچه اغلب تنها برای یک پخش خاص تولید می‌شدند. در سال ۱۹۹۵، شبکهٔ کانال+ در لهستان راه‌اندازی شد. در سال‌های آغازین، ۳۰٪ از برنامه‌های خود را دوبله کرد، از جمله فیلم‌ها و مجموعه‌هایی مانند فرندز، اما این کار با استقبال مواجه نشد. این شبکه در سال ۱۹۹۹ دوبله فیلم‌ها را متوقف کرد. از دهه ۱۹۹۰ تا زمان تعطیلی خود در سال ۲۰۰۱، شبکهٔ ویژن یک کار دوبله را ادامه داد و عمدتاً تولیدات بی‌بی‌سی مانند لیگ آقایان، کاملاً خارق‌العاده، و مردان کج‌رفتار را دوبله کرد.
در حال حاضر، دوبلهٔ فیلم‌ها و مجموعه‌ها برای نوجوانان توسط نیکلودئون و شبکهٔ دیزنی لهستان انجام می‌شود. یکی از نقاط عطف دوبله در لهستان، اکران شرک (۲۰۰۱) بود که دارای ارجاعاتی به فرهنگ محلی و شوخ‌طبعی لهستانی بود. با این حال، دوبله فیلم‌های لایواکشن هنوز عملی غیرمطلوب محسوب می‌شود. از زمان اکران انتقام‌جویان در مه ۲۰۱۲، شرکت والت دیزنی لهستان همه فیلم‌های خود را برای اکران سینمایی دوبله می‌کند. با این حال، در صورتی که هدف فیلم فقط کودکان نباشد، معمولاً نسخه‌های دوبله‌شده و زیرنویس‌شده به‌طور هم‌زمان در سینماها اکران می‌شوند. اکران‌های سینمایی برای عموم معمولاً فقط با زیرنویس هستند، به جز فیلم‌های کودکانه، نسخه‌های خانگی، پخش‌های تلویزیونی و فیلم‌های تولیدشده برای تلویزیون. این دسته‌ها اغلب به‌صورت صداگذاری هم‌زمان پخش می‌شوند، که در آن یک گوینده، ترجمه دیالوگ‌ها را روی صدای اصلی می‌خواند، مشابه ترجمهٔ گاوریلوف در روسیه، با این تفاوت که در لهستان همه دیالوگ‌ها توسط یک گوینده خارج از تصویر خوانده می‌شود.

##### روسیه
تلویزیون روسیه معمولاً از دوبله استفاده می‌کند، اما اغلب از روش صداگذاری هم‌زمان بهره می‌برد، که در آن تنها چند صداپیشه دیالوگ‌ها را اجرا می‌کنند و صدای اصلی همچنان قابل شنیدن است. در اتحاد جماهیر شوروی، بیشتر فیلم‌های خارجی به‌طور رسمی دوبله می‌شدند. صداگذاری هم‌زمان در دهه ۱۹۸۰ در اتحاد جماهیر شوروی ابداع شد، زمانی‌که با فروپاشی رژیم، بسیاری از فیلم‌های خارجی که پیش‌تر ممنوع یا مشکوک به‌شمار می‌رفتند، از طریق نسخه‌های خانگی با کیفیت پایین وارد شدند. از آنجا که این نسخه‌ها رسمی نبودند، دوبله‌ها به‌شکل ابتدایی انجام می‌شدند. برای نمونه، مترجم مستقیماً روی صدای فیلم در حال کپی، دیالوگ‌ها را می‌خواند. کیفیت این دوبله‌ها بسیار پایین بود: دیالوگ‌ها ناهماهنگ بودند، صدای پس‌زمینه وارد دوبله می‌شد، ترجمه نادقیق بود و از همه مهم‌تر، همه شخصیت‌ها تنها توسط یک فرد با بیانی یکنواخت اجرا می‌شدند که درک برخی صحنه‌ها را دشوار می‌کرد. این شیوه تأثیر عمیقی بر فرهنگ عامه روسیه گذاشت و صدای برخی دوبلورهای غیررسمی برای نسل‌ها آشنا شد.
در روسیه امروزی، این تکنیک همچنان در بسیاری از موارد استفاده می‌شود، البته با کیفیت به‌مراتب بهتر و با حضور چند صداپیشه برای شخصیت‌های مختلف. بازی‌های ویدئویی معمولاً یا دوبله کامل می‌شوند (مانند سه‌گانه The Legend of Spyro، مجموعه Skylanders، Assassin's Creed، Halo، Harry Potter و...) یا با صداهای اصلی و متون ترجمه‌شده منتشر می‌شوند. روش دوبله بدون صدای زمینه اصلی (صداگذاری کامل) نیز در قرن ۲۱ در روسیه رواج یافته‌است.
اکران‌های سینمایی تقریباً همواره به زبان روسی دوبله می‌شوند. مجموعه‌های تلویزیونی نیز اغلب به‌صورت دوبله یا صداگذاری هم‌زمان پخش می‌شوند. استفاده از زیرنویس نادر است.

##### اسلواکی
در اسلواکی، در بازار رسانه‌های خانگی، نسخه‌های دوبله‌شده به زبان چکی به‌طور گسترده استفاده می‌شود. تنها فیلم‌های کودکانه و تعداد معدودی از فیلم‌ها (مانند روز استقلال) برای اکران سینمایی دوبله اسلواکی دارند. نسخه‌های چکی همچنین در برنامه‌های تلویزیونی اسلواکی به‌طور گسترده استفاده می‌شدند، اما از سال ۲۰۰۸، قوانین زبانی اسلواکی ایجاب می‌کند که برنامه‌های جدید (به‌معنای اولین پخش تلویزیونی در اسلواکی) باید به زبان اسلواکی دوبله یا زیرنویس شوند؛ از آن زمان، فیلم‌ها، مجموعه‌ها و کارتون‌ها در تلویزیون به زبان اسلواکی دوبله می‌شوند.
اکران‌های سینمایی به‌طور کلی با زیرنویس هستند، مگر برای فیلم‌هایی که مخاطب خردسال دارند.

#### اسپانیا
در اسپانیا، دوبله از سال ۱۹۳۲ رایج شد، زمانی که جمهوری دوم اسپانیا تصمیم گرفت آن را در مادرید و بارسلونا معرفی کند. نخستین فیلمی که دوبلهٔ اسپانیایی آن شناخته‌شده‌است، فیلم شیطان و ژرفا در سال ۱۹۳۲ بود.
پس از جنگ داخلی اسپانیا، دوبله توسط مقرراتی که دولت فرانسیسکو فرانکو در ۲۳ آوریل ۱۹۴۱ تصویب کرد، تقویت شد؛ این مقررات براساس قانون دفاع از زبان در دوره بنیتو موسولینی در سال ۱۹۳۸ تنظیم شده بود. این قانون دو هدف سیاسی داشت: تقویت هویت ملی از طریق زبان و همچنین کنترل محتوای خارجی از طریق سانسور برای جلوگیری از ورود ایده‌هایی که با منافع ملی در تضاد بودند.
در اسپانیا، تقریباً همهٔ برنامه‌های تلویزیونی خارجی با دوبله به اسپانیایی اروپایی پخش می‌شوند، همچنین اکثر فیلم‌ها نیز دوبله‌شده هستند. برخی از صداپیشگان دوبله در اسپانیا به خاطر صدایشان شهرت پیدا کرده‌اند؛ از جمله کنستانتینو رومه‌رو (صداپیشهٔ کلینت ایستوود، دارت ویدر و آرنولد شوارتزنگر در نقش ترمیناتور) و اسکار مونوز (صداپیشه رسمی الیجاه وود و هایدن کریستنسن).
در حال حاضر، با گسترش تلویزیون دیجیتال زمینی، بینندگان می‌توانند در بسیاری از فیلم‌ها و برنامه‌های تلویزیونی بین صدای اصلی و دوبله‌شده انتخاب کنند.
در برخی مناطق مانند کاتالونیا، گالیسیا و سرزمین باسک، برخی برنامه‌های خارجی به زبان‌های محلی مانند کاتالان، گالیسی یا باسکی نیز دوبله می‌شوند.

#### اوکراین
در اوکراین، از سال ۲۰۰۶، فیلم‌های سینمایی تقریباً همیشه با تکنیک دوبله کامل و با استفاده از چند صداپیشه به زبان اوکراینی دوبله می‌شوند. تنها درصد اندکی از فیلم‌های هنری یا مستندها به زبان اصلی و با زیرنویس اوکراینی اکران می‌شوند. در تلویزیون، کانال‌ها معمولاً فیلم‌ها و سریال‌ها را با گویندگی (voice-over) اوکراینی پخش می‌کنند، اما برخی فیلم‌ها و مجموعه‌های پرمخاطب نیز به‌طور کامل دوبله می‌شوند.
در گذشته، فیلم‌ها، سریال‌ها و برنامه‌های کودک روسی‌زبان معمولاً دوبله نمی‌شدند و با صدای اصلی و زیرنویس اوکراینی پخش می‌شدند. اما این روند از اواخر دهه ۲۰۱۰ به‌تدریج کنار گذاشته شد. از آن زمان، همهٔ فیلم‌ها و کارتون‌های کودکانه (حتی با زبان اصلی روسی) نیز به زبان اوکراینی دوبله می‌شوند. از جمله نخستین انیمیشن‌های روسی که به اوکراینی دوبله و در سینماها اکران شدند می‌توان به ملکهٔ برفی ۲ (۲۰۱۵)، دم یک جنگجو (۲۰۱۵)، Volki i Ovtsy: Be-e-e-zumnoe prevrashenie (۲۰۱۶)، Ivan Tsarevich i Seryy Volk 3 (۲۰۱۶)، Bremenskie razboyniki (۲۰۱۶)، ملکهٔ برفی ۳: آتش و یخ (۲۰۱۷)، سفری شگفت‌انگیز به اوز (۲۰۱۷)، و Fixies: Top Secret (۲۰۱۷) اشاره کرد.
همچنین روند مشابهی در مورد فیلم‌های روسی بزرگسالان نیز دیده می‌شود؛ از جمله فیلم‌های نبرد برای سواستوپول (۲۰۱۵)، هنری جان‌سخت (۲۰۱۶)، و دوئل‌کننده (۲۰۱۶) که به اوکراینی دوبله شدند.

### آمریکای لاتین

#### برزیل
در برزیل، تقریباً همهٔ برنامه‌های خارجی در تلویزیون رایگان به زبان پرتغالی برزیلی دوبله می‌شوند، با استثناهای اندک. در سینما، معمولاً نسخه‌های دوبله و زیرنویس‌شده هر دو در دسترس هستند، اما برای فیلم‌های کودکانه، دوبله تقریباً همیشه تنها گزینه است. پیش‌تر، نسخه‌های زیرنویس‌شده عمدتاً برای مخاطب بزرگسال ارائه می‌شدند، اما از سال ۲۰۱۲، نسخه‌های دوبله‌شده برای همهٔ گروه‌های سنی در دسترس قرار گرفتند. این روند باعث افزایش استقبال از سینما و ساخت سالن‌های بیشتر در کشور شد. طبق یک نظرسنجی توسط دیتافول‌ها، ۵۶٪ از تماشاگران سینما در برزیل ترجیح می‌دهند فیلم‌ها را با دوبله تماشا کنند.
نخستین فیلمی که در برزیل دوبله شد، انیمیشن دیزنی سفیدبرفی و هفت کوتوله در سال ۱۹۳۸ بود. تا اواخر دهه ۱۹۵۰، بیشتر فیلم‌ها، سریال‌ها و کارتون‌ها در تلویزیون برزیل با صدای اصلی و زیرنویس پخش می‌شدند. اما در سال ۱۹۶۱، فرمانی از سوی رئیس‌جمهور ژانیو کوادروس صادر شد که همهٔ تولیدات خارجی تلویزیون باید دوبله شوند. این فرمان رشد دوبله در برزیل را تسریع کرد و منجر به تأسیس استودیوهای دوبلهٔ متعدد شد.
بزرگ‌ترین استودیوی دوبلهٔ برزیل، هربرت ریچرز بود که در ریو دو ژانیرو مستقر بود و در سال ۲۰۰۹ تعطیل شد. در دوران اوج خود در دهه ۸۰ و ۹۰، این استودیو حدود ۷۰٪ از فیلم‌های اکران‌شده در سینماهای برزیل را دوبله می‌کرد.
در دهه ۱۹۹۰، با محبوبیت انیمه‌هایی مانند شوالیه زودیاک و دراگون بال، صداپیشگان و حرفهٔ دوبله در فرهنگ عامهٔ برزیل جایگاه بیشتری پیدا کردند. بازیگرانی مانند هرمس بارولی (صداپیشهٔ پگاسوس سییا در شوالیه زودیاک و صداپیشهٔ اشتون کوچر)، مارکو ریبیرو (صداپیشهٔ تام هنکس، جیم کری و رابرت داونی جونیور، و همچنین یوسوکه اورامشی در یو یو هاکوشو) و وندل بزه‌را (صداپیشهٔ گوکو در دراگون بال زد و باب‌اسفنجی در باب‌اسفنجی شلوارمکعبی) از جمله چهره‌های شناخته‌شده هستند.
در تلویزیون پولی، معمولاً نسخه‌های دوبله و زیرنویس هر دو در دسترس هستند، با این حال محبوبیت نسخه‌های دوبله‌شده رو به افزایش است.
در اغلب دی‌وی‌دی‌ها و بلو-ریها، نسخهٔ پرتغالی، اسپانیایی و زبان اصلی به همراه زیرنویس در دسترس است. بیشتر بازی‌های ویدیویی نیز به زبان پرتغالی برزیلی دوبله می‌شوند، نه پرتغالی اروپایی. این مسئله ریشه در دوران الزام قانونی برای دوبله در پرتغال دارد، و دوبله‌های برزیلی بازاریابی بهتری دارند.

#### مکزیک
در مکزیک، طبق قانون، فیلم‌هایی که در سینماها نمایش داده می‌شوند، باید به زبان اصلی خود اکران شوند. فیلم‌هایی که به زبانی غیر از اسپانیایی هستند معمولاً زیرنویس می‌شوند. تنها مستندهای آموزشی و فیلم‌هایی که برای کودکان درجه‌بندی شده‌اند (برخی برنامه‌های پخش‌شده از PBS یا PBS Kids)، و همچنین برخی فیلم‌هایی که انتظار می‌رود مخاطب گسترده‌ای داشته باشند (مثلاً ارباب حلقه‌ها: بازگشت پادشاه یا اونجرز) ممکن است دوبله شوند. با این حال، این الزام‌آور نیست و برخی فیلم‌های انیمیشنی هم به صورت دوبله‌شده و هم زیرنویس‌شده در سینماها نمایش داده می‌شوند (برای نمونه برخی از آثار دریم‌ورکس انیمیشن). با این حال، در سال‌های اخیر روندی ایجاد شده که بسیاری از سینماها فقط نسخه‌های دوبله‌شده را نمایش می‌دهند و اکران نسخه‌های اصلی کاهش یافته است.
دوبله باید در مکزیک و توسط شهروندان مکزیکی یا اتباع خارجی مقیم مکزیک انجام شود. با این حال، بسیاری از برنامه‌هایی که از تلویزیون‌های پولی پخش می‌شوند، در کشورهایی مانند آرژانتین، شیلی، کلمبیا و ونزوئلا دوبله می‌شوند.
بیشتر فیلم‌هایی که بر روی دی‌وی‌دی منتشر می‌شوند دارای گزینه زبان اسپانیایی خنثی هستند، و گاهی دوبله‌ای خاص برای مخاطبان مکزیکی نیز ارائه می‌شود (مثلاً فیلم ریو). برنامه‌های خارجی در تلویزیون آزاد دوبله می‌شوند، در حالی‌که در تلویزیون‌های پولی، بیشتر برنامه‌ها و فیلم‌ها زیرنویس دارند. به شکلی مشابه با سینماها، در سال‌های اخیر بسیاری از کانال‌های تلویزیون پولی فقط نسخه‌های دوبله‌شده را پخش می‌کنند.
دوبله در دهه ۱۹۹۰ با افزایش محبوبیت انیمه در مکزیک بسیار محبوب شد. برخی از صداپیشگان به شهرت رسیدند و همیشه با شخصیت‌های خاصی شناخته می‌شوند، مانند ماریو کاستانیدا (که با دوبله گوکو در دراگون بال زد مشهور شد) یا هومبرتو ولس (که تا فصل ۱۵ سریال سیمپسون‌ها صدای هومر سیمپسون را اجرا می‌کرد).
رواج تلویزیون پولی این امکان را برای مردم فراهم کرد تا بسیاری از سریال‌ها را به زبان اصلی تماشا کنند. دوبله همچنین به دلیل استفاده از ستاره‌های تلویزیونی یا سینما به عنوان صداپیشه مورد انتقاد قرار گرفته است (مثلاً ریکی مارتین در هرکول شرکت دیزنی، یا اوخنیو دربز در شرک شرکت دریم‌ورکس)، یا برای استفاده نادرست از فرهنگ عامه محلی که گاهی منجر به شوخی‌های ناخواسته یا شکست در حفظ حال‌وهوای اثر اصلی می‌شود (مثلاً ترجمه جمله "Bazinga!" شخصیت شلدون کوپر به "¡Vacilón!").
چندین بازی ویدئویی در مکزیک به جای اسپانیایی اروپایی، به اسپانیایی خنثی دوبله شده‌اند (مانند مجموعه Gears of War، بازی Halo 3، Infamous 2 و دیگران). شرکت سونی اخیراً اعلام کرده که بازی‌های بیشتری مانند God of War: Ascension به اسپانیایی خنثی دوبله خواهند شد.

#### پرو
در پرو، همه سریال‌ها، فیلم‌ها و برنامه‌های انیمیشنی خارجی به زبان اسپانیایی آمریکای لاتین دوبله می‌شوند. این دوبله‌ها از کشورهایی چون آرژانتین، مکزیک، شیلی، کلمبیا و ونزوئلا وارد می‌شوند و در تلویزیون زمینی و پولی پخش می‌گردند. بیشتر فیلم‌هایی که برای کودکان در نظر گرفته شده‌اند فقط به صورت دوبله‌شده پخش می‌شوند، در حالی‌که فیلم‌های بزرگسال معمولاً به دو صورت دوبله‌شده و زیرنویس‌شده ارائه می‌شوند. بسیاری از کانال‌های تلویزیون پولی که فیلم‌های زیرنویس پخش می‌کنند، نسخه دوبله‌شده و زیرنویس‌دار را هم‌زمان پخش می‌کنند و معمولاً صدا به انگلیسی و زیرنویس به اسپانیایی دارند. از اواخر دهه ۲۰۰۰، تمایل به تماشای نسخه‌های اصلی با زیرنویس در بین بینندگان پرو افزایش یافته است.
تا پیش از سال ۲۰۱۶، پرو استودیوهای دوبله نداشت و دوبله داخلی انجام نمی‌داد. در آن سال، شرکت "Big Bang Films" فعالیت دوبله فیلم و سریال را آغاز کرد؛ اما از سال ۲۰۱۴، گروهی از صداپیشگان گروهی به نام "Torre A Doblaje" تشکیل دادند که خدمات دوبله و بومی‌سازی ارائه می‌دهند.

### آمریکای شمالی

#### کانادای فرانکوفون
در کبک، کانادا، بیشتر فیلم‌ها و برنامه‌های تلویزیونی انگلیسی‌زبان به زبان فرانسوی معیار دوبله می‌شوند، گاهی با ویژگی‌های لهجه فرانسوی کبکی. در این دوبله‌ها، لهجه‌ای ترکیبی به کار می‌رود: مثلاً واکه /ɛ̃/ به سبک پاریسی تلفظ می‌شود، اما حروف "â" و "ê" با لهجه کبکی ادا می‌شوند (برای مثال: واژه grâce به صورت [ɡʁɑːs] و واژه être به صورت [ɛːtʁ̥] تلفظ می‌شوند). گاهی دوبله برخی سریال‌ها یا فیلم‌ها مانند سیمپسون‌ها با استفاده از گونه پرکاربردتر زبان فرانسه کبک یعنی ژوال (joual) انجام می‌شود. دوبله باعث می‌شود فیلم‌ها و سریال‌های کودکانه برای مخاطبان خردسال قابل‌فهم‌تر باشند. با این حال، بسیاری از فرانسوی‌زبانان دوزبانه کبکی ترجیح می‌دهند از زیرنویس استفاده کنند، زیرا معمولاً همه یا بخشی از زبان اصلی را متوجه می‌شوند. همچنین، همه فیلم‌ها در برخی سینماها (به‌ویژه در شهرهای بزرگ و مناطق انگلیسی‌زبان مانند جزیره غربی مونترال) به زبان انگلیسی نیز اکران می‌شوند، و برخی سینماها مانند سینمای Scotiabank در مونترال تنها نسخه انگلیسی فیلم‌ها را نمایش می‌دهند.
بیشتر سریال‌های تلویزیونی آمریکایی تنها به زبان انگلیسی در دی‌وی‌دی عرضه می‌شوند یا از طریق شبکه‌های انگلیسی‌زبان در دسترس هستند، اما برخی از سریال‌های محبوب نسخه دوبله‌شده فرانسوی نیز دارند و گاهی نسخه فرانسوی دی‌وی‌دی آن‌ها جداگانه منتشر می‌شود.
در گذشته، تمام فیلم‌های دوبله‌شده به زبان فرانسوی در کبک، از فرانسه وارد می‌شدند و برخی از آن‌ها هنوز هم از آنجا تهیه می‌شوند. این مسئله مورد انتقاد سیاستمدار سابق، ماریو دومون قرار گرفت، پس از آنکه فرزندانش را برای تماشای نسخه فرانسوی پاریسی فیلم شرک سوم برد و متوجه شد که نسخه دوبله‌شده قابل‌درک نیست. پس از اعتراضات او و طرح لایحه‌ای پیشنهادی، فیلم Bee Movie از دریم‌ورکس انیمیشن به زبان فرانسوی کبکی دوبله شد و به نخستین فیلم انیمیشن این شرکت تبدیل شد که دوبله کبکی داشت، چرا که همه فیلم‌های قبلی در فرانسه دوبله شده بودند.
در مورد دیزنی، نخستین فیلم انیمیشن دیزنی که به فرانسوی کبکی دوبله شد، الیور و رفقا بود. پس از آن، همه فیلم‌های انیمیشن دیزنی، از جمله فیلم‌های پیکسار، به جز فیلم‌های داک‌تیلز: گنجینه چراغ جادو، نجات‌دهندگان در سرزمین جنوب، دیو و دلبر، شیرشاه، یک فیلم گوفی و لوکا به زبان فرانسوی کبکی دوبله شدند.
علاوه بر این، چون مخاطبان کانادایی معمولاً زبان فرانسوی کبکی را بهتر از سایر گویش‌های فرانسوی درک می‌کنند، برخی مجموعه‌های فیلم قدیمی که نسخه‌های قبلی‌شان در فرانسه دوبله شده بود، در قسمت‌های بعدی به فرانسوی کبکی دوبله شدند، که باعث ناسازگاری در روایت فرانسوی آن آثار شده است. مجموعه‌های جنگ ستارگان و ایندیانا جونز از جمله این موارد هستند. فیلم‌های این مجموعه‌ها که در دهه‌های ۱۹۷۰ و ۱۹۸۰ منتشر شدند، دوبله کبکی نداشتند و نسخه‌های فرانسوی پاریسی آن‌ها (با نام‌ها و اصطلاحات تغییر یافته) در کبک پخش شد. اما فیلم‌های جدیدتر که از سال ۱۹۹۹ به بعد منتشر شدند، در کبک دوبله شدند و نام‌ها و اصطلاحات تغییر یافته در نسخه‌های فرانسوی قبلی در این دوبله‌ها به حالت اصلی بازگردانده شدند.

#### ایالات متحده و کانادا (زبان انگلیسی)
در ایالات متحده و انگلیسی کانادایی، فیلم‌های خارجی در ژانر لایو اکشن معمولاً با زبان اصلی خود و زیرنویس‌های انگلیسی در سینماها نمایش داده می‌شوند. این امر به این دلیل است که فیلم‌های دوبله‌شده اکشن زنده از دهه 1980 در گیشهٔ ایالات متحده موفقیت چندانی نداشته‌اند. آخرین بار که نسخه‌های دوبله‌شده و نسخه‌های اصلی فیلم به‌طور هم‌زمان در سینماهای ایالات متحده نمایش داده شد، در اکران 1982 فیلم کشتی (۱۹۸۱) به کارگردانی ولفگانگ پترسن بود. در این اکران، نسخه اصلی فیلم فروش بسیار بالاتری نسبت به نسخه دوبله‌شده انگلیسی داشت. در ادامه، نسخه‌های دوبله‌شده انگلیسی فیلم‌های محبوب بین‌المللی مانند یک هندی در شهر، گودزیلا ۲۰۰۰، آناتومی، پینوکیو (۲۰۰۲)، بازگشت گودزیلا و تنش بالا در گیشه‌های ایالات متحده شکست خوردند. زمانی که میرامکس قصد داشت نسخه‌های دوبله‌شده انگلیسی فیلم‌های فوتبال شائولین و قهرمان (۲۰۰۲) را در سینماهای ایالات متحده اکران کند، نسخه‌های دوبله‌شده این فیلم‌ها در نمایش‌های آزمایشی در ایالات متحده بازخورد ضعیفی داشتند، بنابراین در نهایت میرامکس این فیلم‌ها را با زبان اصلی در سینماهای ایالات متحده به نمایش گذاشت.
با این حال، فیلم‌های دوبله‌شده انگلیسی در بازارهای جانبی پتانسیل تجاری به مراتب بهتری دارند؛ بنابراین، بسیاری از توزیع‌کنندگان فیلم‌های خارجی ژانر اکشن زنده را ابتدا با زبان اصلی (همراه با زیرنویس انگلیسی) در سینماها نمایش می‌دهند و سپس نسخه‌های اصلی و دوبله‌شده انگلیسی را در بازارهای جنبی منتشر می‌کنند.
از طرف دیگر، انیمه تقریباً همیشه به‌صورت دوبله‌شده به زبان انگلیسی عرضه می‌شود، صرف‌نظر از محتوای آن یا گروه سنی هدف. استثنای این قاعده، زمانی است که دوبلهٔ انگلیسی برای برنامه تولید نشده باشد (معمولاً در مورد فیلم‌های سینمایی) یا زمانی که برنامه توسط شبکه‌ای پخش شود که به نمایش آن به شکل اصلی اهمیت می‌دهد (همان‌طور که در مورد پخش چندین اثر از هایائو میازاکی توسط ترنر کلاسیک موویز (تی‌سی‌ام) بود که هم نسخه دوبله‌شده و هم زیرنویس‌شده آن پخش شد). بیشتر DVDهای انیمه حاوی گزینه‌هایی برای زبان ژاپنی اصلی، ژاپنی با زیرنویس و دوبله‌شده انگلیسی هستند، به‌جز چند سریال که به‌شدت ویرایش یا آمریکایی‌سازی شده‌اند. علاوه بر این، دیزنی سیاستی دارد که کارگردانان آن باید مراحل خاصی را برای هماهنگی حرکت لب‌ها طی کنند تا فیلم به‌طور طبیعی و باورپذیر به نظر برسد.
علاوه بر این، تعداد کمی از فیلم‌های بریتانیایی زمانی که در ایالات متحده اکران می‌شوند، دوبله می‌شوند، به‌دلیل استفاده از گویش‌هایی که آمریکایی‌ها با آن‌ها آشنایی ندارند (برای مثال، قوش و رگ‌یابی). با این حال، برنامه‌های تلویزیونی کودکانه بریتانیا (مانند توماس و دوستان و باب معمار) معمولاً با گویندگان آمریکایی دوبله می‌شوند تا سریال برای کودکان آمریکایی قابل‌فهم‌تر شود. این روند از اواخر دهه 2000 کاهش یافته است. با افزایش محبوبیت برنامه‌های تلویزیونی کودکانه بریتانیایی مانند پپا پیگ که بدون دوبله در شبکهٔ نیک جونیور پخش می‌شود (اگرچه نسخه دوبله‌شده آن از طریق تیکل-یو پخش شد)، تعداد کمتری از برنامه‌های کودکانه بریتانیایی با دوبله آمریکایی پخش شده‌اند. به‌طور متقابل، برنامه‌های بریتانیایی که در کانادا پخش می‌شوند، معمولاً دوبله نمی‌شوند.
برخی از مجموعه‌های تلویزیونی لایواکشن که در ایالات متحده پخش می‌شوند، دارای دوبلهٔ اسپانیایی هستند. این دوبله‌ها از طریق قابلیت SAP (برنامهٔ صوتی ثانویه) دستگاه تلویزیون در دسترس هستند.
بسیاری از فیلم‌ها نیز به زبان‌های بومی ایالات متحده و کانادا دوبله شده‌اند. فیلم «موانا (۲۰۱۶)» محصول دیزنی، که در هاوایی می‌گذرد، در سال ۲۰۱۸ به زبان هاوایی دوبله شد. زبان ناواهو نیز دوبله‌هایی از چندین فیلم دریافت کرده‌است. نخستین سه فیلم دوبله‌شده به این زبان عبارت‌اند از: «جنگ ستارگان: قسمت چهارم - امیدی تازه» (ناواهو: Sǫʼtah Anah)، «در جستجوی نمو» (ناواهو: Nemo Hádéést'į́į́) و «به خاطر چند دلار بیشتر» (ناواهو: Béeso Dah Yiníłjaa'). دوبله‌های ناواهو فیلم‌های «جنگ ستارگان» و «در جستجوی نمو» همچنین در دیزنی پلاس نیز در دسترس هستند.

### اقیانوسیه

#### استرالیا
در مشابهت با سایر کشورهای انگلیسی‌زبان، در استرالیا سنتاً دبیوینگ فیلم‌ها و برنامه‌های تلویزیونی خارجی کم بوده است و این آثار معمولاً (اغلب در SBS) با زیرنویس یا دوبله‌های انگلیسی تولید شده در کشورهای دیگر پخش می‌شوند.
به دلیل این که بیش از ۲۵٪ از استرالیایی‌ها در خانه به زبانی غیر از انگلیسی صحبت می‌کنند، برخی سینماها فیلم‌های خارجی را به زبان‌هایی مانند چینی (که پرگفتارترین زبان در استرالیا پس از انگلیسی است) نمایش می‌دهند. همچنین سینماهای زبان چینی در استرالیا وجود دارند، مانند سینمای ماندارین هویتس در چاتسوود، سیدنی.
با این حال، برخی از تبلیغات تلویزیونی از کشورهای خارجی دوبله می‌شوند، حتی اگر تبلیغ اصلی از کشور دیگری با زبان انگلیسی باشد. علاوه بر این، قسمت‌های نقل قول‌های خارج از صفحه در برخی برنامه‌های مستند که از انگلستان یا آمریکای شمالی پخش می‌شوند، توسط صداپیشگان استرالیایی دوبله می‌شود تا اطلاعات با اصطلاحات قابل فهم‌تری برای استرالیایی‌ها منتقل گردد.
اولین فیلمی که به یکی از زبان‌های بومی استرالیا دوبله شد، فیلم رئیس بزرگ، یک فیلم هنرهای رزمی هنگ کنگی بود که در سال ۲۰۲۱ به زبان نیونگار منطقه پرت دوبله شد. همچنین اولین کارتون بومی استرالیا، Little J & Big Cuz، در انگلیسی و چندین زبان بومی دیگر از جمله گجا، نیونگار، کریول تنگه تورس، پالاوآ کانی، زبان وارلیری، زبان‌های یولنو، زبان ارنتی، گویش پیتجانجاتجارا و کریول در دسترس است.

#### پولینزی فرانسه
پولینزی فرانسه تقریباً به‌طور انحصاری فیلم‌ها و برنامه‌های تلویزیونی را به زبان‌های فرانسوی یا انگلیسی پخش می‌کند. با این حال، در سال ۲۰۱۶، فیلم موانا از دیزنی به اولین فیلمی تبدیل شد که به زبان تاهیتی دوبله شد. با این حال، دوبله تنها در پولینزی فرانسه منتشر شد و در هیچ‌یک از خدمات پخش آنلاین در دسترس نیست.

#### نیوزیلند
در حالی که نیوزیلند یک کشور انگلیسی‌زبان است، تعداد رو به رشدی از برنامه‌های تلویزیونی و فیلم‌ها به زبان مائوری نیز دوبله شده‌اند.
بسیاری از قسمت‌های باب‌اسفنجی شلوارمکعبی (مائوری: SpongeBob Tarau Porowhā) و مجموعهٔ دورا، دختر جهانگرد (مائوری: Dora Mātātoa) به زبان مائوری دوبله شده و در تلویزیون مائوری برای ترویج زبان مائوری در میان کودکان پخش شدند.
دیزنی همچنین شروع به دوبله فیلم‌ها به زبان مائوری کرده است. این فیلم‌ها در سینماهای نیوزیلند و برخی از بخش‌های استرالیا به نمایش درمی‌آیند و سپس به‌طور جهانی در دیزنی پلاس منتشر می‌شوند. در سال ۲۰۱۹، فیلم موانا (۲۰۱۶) به زبان مائوری دوبله شد. در سال ۲۰۲۲، فیلم‌های شیرشاه (مائوری: Te Kīngi Raiona) و یخ‌زده (۲۰۱۳) به زبان مائوری دوبله شدند.

## جایگزین‌ها

### زیرنویس
زیرنویس‌ها می‌توانند به‌جای دوبله استفاده شوند، چراکه کشورهای مختلف سنت‌های متفاوتی در انتخاب بین دوبله و زیرنویس دارند. در دی‌وی‌دی‌هایی که بودجهٔ ترجمهٔ بالاتری دارند، اغلب گزینهٔ هر دو نوع ارائه می‌شود تا سلیقه‌های فردی در نظر گرفته شود؛ افرادی که وسواس خاصی در خاصی‌بودن زبان دارند (سره‌گرایی زبانی)، معمولاً خواهان زیرنویس هستند. برای بازارهای کوچک (مناطق زبانی کوچک یا فیلم‌هایی برای مخاطبان خاص)، زیرنویس مناسب‌تر است، زیرا هزینهٔ کمتری دارد. در مورد فیلم‌هایی برای کودکان خردسال که هنوز قادر به خواندن نیستند یا به‌اندازهٔ کافی سریع نمی‌خوانند، دوبله ضروری است.
در بیشتر کشورهای انگلیسی‌زبان، دوبله نسبتاً نادر است. در اسرائیل، برخی برنامه‌ها باید برای گویشوران هر دو زبان روسی و عبری قابل‌فهم باشند. این هدف با دوبله قابل‌دستیابی نیست، بنابراین استفاده از زیرنویس بسیار رایج‌تر است — گاهی حتی با زیرنویس‌هایی به چند زبان، در حالی که صدای اصلی (معمولاً انگلیسی) حفظ می‌شود. وضعیت مشابهی برای برخی برنامه‌های تلویزیونی در فنلاند وجود دارد، جایی که سوئدی و فنلاندی هر دو زبان رسمی هستند.
در هلند، فلاندر، کشورهای نوردیک، استونی، پرتغال و منطقهٔ بالکان، فیلم‌ها و برنامه‌های تلویزیونی به زبان اصلی (معمولاً انگلیسی) با زیرنویس نمایش داده می‌شوند و تنها کارتون‌ها و برنامه‌های کودکانه دوبله می‌شوند. در سینماها معمولاً برای این نوع فیلم‌ها، هم نسخهٔ دوبله و هم نسخهٔ زیرنویس‌شده نمایش داده می‌شود، به‌طوری که نسخهٔ زیرنویس‌شده در ساعات پایانی روز اکران می‌شود.
در پرتغال، یک کانال زمینی به نام تی‌وی‌آی پرتغال، مجموعه‌های آمریکایی مانند داوسونز کریک را به زبان پرتغالی دوبله کرد. شبکهٔ RTP نیز مجموعهٔ فرندز را به‌صورت دوبله‌شده پخش کرد، اما استقبال خوبی از آن نشد و بعداً نسخهٔ زیرنویس‌شدهٔ آن پخش شد. در مقابل، کارتون‌ها معمولاً دوبله می‌شوند، گاهی با صدای بازیگران شناخته‌شده، حتی در تلویزیون. فیلم‌های پویانمایی معمولاً در سینماها با هر دو نسخهٔ زیرنویس‌شده و دوبله‌شده اکران می‌شوند.
در آرژانتین و ونزوئلا، کانال‌های زمینی فیلم‌ها و مجموعه‌های تلویزیونی را به‌صورت دوبله‌شده پخش می‌کنند، همان‌گونه که قانون الزام کرده است. بااین‌حال، همان مجموعه‌ها در شبکه‌های کابلی در زمان‌های مناسب‌تر با نسخهٔ زیرنویس‌شده قابل مشاهده‌اند و معمولاً پیش از پخش در تلویزیون زمینی پخش می‌شوند. در مقابل، مجموعهٔ سیمپسون‌ها هم در تلویزیون زمینی و هم در شبکهٔ کابلی فاکس، با نسخهٔ دوبله‌شده به زبان اسپانیایی مکزیکی پخش می‌شود. گرچه فصل نخست این مجموعه با زیرنویس نمایش داده شد، اما این روند در فصل‌های بعدی ادامه نیافت.

### دوبله و زیرنویس
در بلغارستان، مجموعه‌های تلویزیونی دوبله می‌شوند، اما بیشتر شبکه‌های تلویزیونی برای فیلم‌های اکشن و درام از زیرنویس استفاده می‌کنند. شبکهٔ ای‌اکس‌ان برای سریال‌های خود از زیرنویس استفاده می‌کرد، اما از سال ۲۰۰۸ بر دوبله تأکید دارد. تنها کانال‌های Diema همهٔ برنامه‌ها را دوبله می‌کنند. فیلم‌ها در سینما، به‌جز فیلم‌های کودک، معمولاً هم دوبله و هم زیرنویس دارند. دوبلهٔ برنامه‌های تلویزیونی معمولاً به‌صورت صداگذاری (voice-over) انجام می‌شود، اما توسط بازیگران حرفه‌ای صدا، با تلاش برای دادن صدای متفاوت به هر شخصیت از طریق لحن مناسب. دوبلهٔ هماهنگ‌شده (با لب‌خوانی) به‌ندرت استفاده می‌شود و بیشتر برای فیلم‌های پویانمایی کاربرد دارد. فیلم خانم داوت‌فایر نمونه‌ای نادر از یک فیلم سینمایی با دوبلهٔ هماهنگ است که از بی ان تی ۱ پخش شد، هرچند نسخهٔ زیرنویس‌شدهٔ آن اکنون از سایر شبکه‌ها پخش می‌شود.
سریال‌های پویانمایی والت دیزنی (مانند قصه‌های اردک ۱۹۸۷، اردک دارک وینگ و تیمون و پومبا) تا سال ۲۰۰۵ تنها با دوبلهٔ هماهنگ‌شدهٔ بلغاری از بی‌ان‌تی ۱ پخش می‌شدند، اما سپس نمایش آن‌ها متوقف شد. زمانی‌که پخش سریال‌های دیزنی در سال ۲۰۰۸ از نُوا (تلویزیون بلغارستان) و جتیکس از سر گرفته شد، از صداگذاری استفاده شد، اما ترجمهٔ فیلم‌های پویانمایی دیزنی همچنان با دوبلهٔ هماهنگ‌شده انجام می‌شود. صداگذاری برای اکران سینمایی استفاده نمی‌شود. قانون صنعت فیلم بلغارستان ایجاب می‌کند که تمام فیلم‌های کودک دوبله شوند، نه زیرنویس. تلویزیون بلغارستان انیمهٔ پوکمون را با دوبلهٔ هماهنگ پخش کرد. اکنون این سریال از شبکهٔ دیزنی با همان دوبلهٔ هماهنگ پخش می‌شود.
نتفلیکس برای سریال‌های زبان‌اصلی خود، از جمله سریال ۳٪ محصول برزیل و تریلر آلمانی تاریک، هم زیرنویس و هم صدای دوبله‌شده ارائه می‌دهد. آزمایش‌های بینندگان نشان داده‌اند که مخاطبان وقتی نسخهٔ دوبله‌شده را انتخاب می‌کنند، بیشتر احتمال دارد که یک سریال را تا پایان دنبال کنند. نتفلیکس اکنون به‌منظور افزایش نگه‌داشت مخاطب، پخش محتوای زبان‌اصلی را به‌صورت پیش‌فرض با صدای دوبله‌شده انجام می‌دهد.

## کاربرد عمومی
دوبله همچنین در کاربردها و ژانرهایی فراتر از فیلم‌های سنتی، از جمله بازی‌های ویدیویی، تلویزیون، و فیلم‌های پورنوگرافی به‌کار می‌رود.

### بازی‌های ویدیویی
بسیاری از بازی‌های ویدیویی که در ابتدا در آمریکای شمالی، ژاپن، اروپا یا استرالیا تولید شده‌اند، برای انتشار بین‌المللی به زبان‌های خارجی دوبله می‌شوند، به‌ویژه آن‌هایی که گفت‌وگو در آن‌ها نقش مهمی دارد. از آنجا که حرکات لب شخصیت‌ها می‌تواند بخشی از کد بازی باشد، گاهی همگام‌سازی لب با دوبلهٔ جدید از طریق بازنویسی کد حرکات لب انجام می‌شود. موتور بازی سورس به‌صورت خودکار داده‌های همگام‌سازی لب را تولید می‌کند و این کار را برای بومی‌سازی بازی‌ها آسان‌تر می‌سازد.
برای دستیابی به هماهنگی زمانی که انیمیشن‌ها تنها برای زبان اصلی طراحی شده‌اند، محتوای بومی‌شده معمولاً با استفاده از تکنیک‌هایی برگرفته از دوبلهٔ سینمایی (مانند نوار ریتمو) ضبط می‌شود، یا اگر تصاویر در دسترس نباشد، دوبله با استفاده از صدای منبع به‌عنوان مرجع انجام می‌گیرد. در روش «همگام‌سازی صوتی»، صداهای محلی طوری ضبط می‌شوند که با طول و مکث‌های داخلی گفت‌وگوی اصلی هماهنگ باشند.
برای نسخهٔ اروپایی یک بازی ویدیویی، متن‌های درون بازی معمولاً به زبان‌های مختلف در دسترس هستند و در بسیاری از موارد گفت‌وگوها نیز به زبان‌های مربوط دوبله می‌شوند.
نسخهٔ آمریکای شمالی هر بازی همیشه به زبان انگلیسی موجود است، و در صورت نیاز، با متن ترجمه‌شده و گفت‌وگوی دوبله‌شده به زبان‌های دیگر، به‌ویژه اگر همان داده‌ها در نسخهٔ اروپایی نیز وجود داشته باشد. چندین بازی ژاپنی، مانند بازی‌های مجموعهٔ خاندان قهرمانان و سول‌کالیبر، هم با صدای اصلی ژاپنی و هم با دوبلهٔ انگلیسی منتشر می‌شوند.

### تلویزیون
در پخش تلویزیونی فیلم‌ها، گاهی از دوبله استفاده می‌شود تا دیالوگ‌هایی را که مدیران شبکه یا سانسورچی‌ها تشخیص داده‌اند باید حذف یا جایگزین شوند، تغییر یابد. این کار معمولاً برای حذف الفاظ رکیک انجام می‌شود. در اغلب موارد، این وظیفه را بازیگر اصلی انجام نمی‌دهد، بلکه بازیگری با صدایی مشابه، دیالوگ‌های تغییر یافته را می‌خواند. گاهی نتیجه یکدست و طبیعی است، اما در بسیاری موارد صدای بازیگر جایگزین کاملاً متفاوت از صدای اصلی است، و این اختلاف به‌ویژه زمانی که بخش‌های زیادی از دیالوگ‌ها باید جایگزین شود، محسوس می‌شود. همچنین، گاهی نبود ناگهانی صداهای پس‌زمینه در هنگام پخش دیالوگ‌های دوبله‌شده به‌وضوح قابل تشخیص است. از فیلم‌هایی که به‌دلیل استفاده از بازیگران جایگزین با صدای متفاوت شناخته شده‌اند، می‌توان به مجموعه فیلم‌های اسموکی و بندیت و جان‌سخت اشاره کرد، به‌ویژه هنگام پخش از شبکه‌هایی مانند TBS. در مورد Smokey and the Bandit، دوبلهٔ گسترده‌ای برای اولین پخش تلویزیونی از شبکهٔ ABC در سال ۱۹۷۸ انجام شد، به‌ویژه برای شخصیت بوفورد تی. جاستیس با بازی جکی گلیسون. واژهٔ "sombitch" (مخفف ناسزای "son of a bitch") در دوبله به "scum bum" (بی‌سروپا) تبدیل شد که به عبارتی رایج در آن زمان تبدیل گردید.
در مجموعه‌های علمی–تخیلی تلویزیونی نیز دوبله به‌طور رایج استفاده می‌شود. صدای تولیدشده توسط تجهیزات جلوه‌های ویژه مانند عروسک‌های انیماترونیک یا حرکت بازیگران بر روی صحنه‌های چندطبقهٔ ساخته‌شده از تخته‌چوب، اغلب باعث می‌شود دیالوگ‌های اصلی غیرقابل استفاده شوند. استارگیت و فارسکِپ (Farscape) دو نمونهٔ بارز هستند که در آن‌ها به‌طور گسترده از دوبلهٔ پس‌تولید (ADR) برای تولید صدای قابل‌استفاده بهره گرفته شده‌است.
از آن‌جا که برخی انیمه‌ها شامل ناسزا هستند، استودیوهای دوبلاژ انگلیسی اغلب برای پخش در شبکهٔ کارتون برخی جملات را دوباره ضبط می‌کنند و ارجاع به مرگ یا جهنم را نیز حذف می‌کنند. برخی شرکت‌ها نسخه‌های سانسورشده و نسخه‌های کامل را به‌صورت دی‌وی‌دی منتشر می‌کنند تا در صورت پخش تلویزیونی، نسخه‌ای با فیلمنامهٔ ویرایش‌شده موجود باشد. برخی دیگر حتی نسخهٔ کامل را نیز ویرایش می‌کنند، به‌طوری که حتی در نسخهٔ بدون سانسور هم شخصیت‌ها به‌جای الفاظ رکیک از عبارتی مانند «لعنت!» استفاده می‌کنند.
گاهی دوبله برای اهداف کمدی استفاده می‌شود و دیالوگ‌ها برای خلق اثری خنده‌دار در حالی جایگزین می‌شوند که تصاویر متعلق به ژانری کاملاً متفاوت هستند. نمونه‌ها شامل سریال آمریکایی «Kung Faux» (بازدوبلهٔ طنز از فیلم‌های کونگ‌فوی دههٔ ۱۹۷۰ هنگ‌کنگ)، سریال‌های استرالیایی «روزهای قدیم» و «بارگیرس» (بازدوبلهٔ طنز از درام‌ها و سریال‌های اکشن استرالیایی دههٔ ۷۰)، سریال ایرلندی «سوپ نورمن» (بازدوبله از سریال لهستانی «پیروزا میوشچ»)، و «چالش حذف نهایی» که دوبله‌ای طنز از نمایش ژاپنی «قلعهٔ تاکشی (Takeshi's Castle)» است، می‌شوند.
دوبله به زبان خارجی لزوماً به معنای حذف زبان اصلی نیست. در برخی کشورها، گوینده‌ای دیالوگ ترجمه‌شده را به‌صورت صدای روی تصویر (voice-over) می‌خواند. این روش اغلب در روسیه و لهستان کاربرد دارد، جایی که به چنین گویندگانی «لکتور» (lektorie یا lektor) گفته می‌شود. در لهستان، معمولاً یک نفر همهٔ دیالوگ‌ها را می‌خواند. با این حال، این روش تقریباً منحصراً برای تلویزیون و بازار خانگی (VHS/DVD) استفاده می‌شود، در حالی که اکران‌های سینمایی معمولاً با زیرنویس هستند. با این حال، در سال‌های اخیر، شمار فیلم‌های با دوبلهٔ کامل و باکیفیت، به‌ویژه در حوزهٔ فیلم‌های کودک، افزایش یافته‌است. اگر نسخهٔ دوبله‌شدهٔ باکیفیت برای فیلمی وجود داشته باشد، در سینما نمایش داده می‌شود. با این حال، برخی فیلم‌ها مانند هری پاتر یا جنگ ستارگان هم به‌صورت دوبله‌شده و هم زیرنویس‌شده اکران می‌شوند، بسته به ساعت نمایش. این فیلم‌ها همچنین در تلویزیون پخش می‌شوند (اگرچه برخی شبکه‌ها نسخه‌های کامل را حذف و به ترجمهٔ تک‌گوینده‌ای اکتفا می‌کنند) و بر روی VHS/DVD هم عرضه می‌شوند.
در روسیه، خواندن تمام دیالوگ‌ها توسط یک نفر به «ترجمه گاوریلوف» معروف است و معمولاً فقط در نسخه‌های غیرقانونی فیلم‌ها و در تلویزیون‌های کابلی یافت می‌شود. نسخه‌های حرفه‌ای معمولاً دست‌کم دو گویندهٔ مرد و زن برای ترجمهٔ دیالوگ‌ها دارند. برخی فیلم‌ها در لهستان نیز به این شیوه دوبله شده‌اند، اما این روش جذابیت عمومی ندارد و اکنون بسیار نادر است.
در موقعیت‌های ویژه مانند جشنواره‌های فیلم، ترجمهٔ زنده اغلب توسط مترجمان حرفه‌ای انجام می‌شود.

### دوبله به گویش‌ها و گونه‌ها
در مورد زبان‌هایی با جوامع بزرگ (مانند انگلیسی، چینی، هندی، پرتغالی، ایتالیایی، آلمانی، اسپانیایی یا فرانسوی)، یک ترجمهٔ واحد ممکن است برای گویشوران مناطق مختلف بیگانه به نظر برسد. بنابراین، ممکن است یک فیلم به گونهٔ خاصی از یک زبان دوبله شود.
آمریکای لاتین و اسپانیا نسخه‌های متفاوتی از فیلم‌ها و مجموعه‌های دوبله‌شده را استفاده می‌کنند. به دلیل تنوع لهجه‌های اسپانیایی در آمریکای لاتین، دوبله برای این منطقه به اسپانیایی معیار انجام می‌شود؛ زبانی که از اصطلاحات بومی پرهیز می‌کند و ویژگی‌های آوایی، واژگانی و دستوری آن به هیچ کشور خاصی از آمریکای لاتین نسبت داده نمی‌شود. به همین دلیل، دوبله‌ها عمدتاً در کشورهایی مانند مکزیک، آرژانتین و کلمبیا برای سراسر قاره انجام می‌شود. علاوه بر این، برخی فیلم‌ها به لهجهٔ خاص یک منطقه دوبله می‌شوند. به‌عنوان نمونه، انیمیشن شگفت‌انگیزان علاوه بر دوبله به اسپانیایی اروپایی و اسپانیایی معیار، به گویش‌های ریوپلاتنزه و مکزیکی نیز دوبله شده است.
مثال دیگر دوبلهٔ فرانسوی سیمپسون‌ها است که دو نسخهٔ کاملاً متفاوت برای کبک و فرانسه دارد. شوخ‌طبعی در این دو نسخه برای مخاطبان هر منطقه به‌طور قابل توجهی متفاوت است (نگاه کنید به نسخه‌های غیرانگلیسی سیمپسون‌ها). مخاطبان کبکی معمولاً دوبلهٔ فرانسوی را خنده‌دار نمی‌دانند.
دوبلهٔ فرانسوی کبکی معمولاً با فرانسوی استاندارد انجام می‌شود، اما ممکن است برای مخاطبان فرانسوی عجیب به نظر برسد، زیرا برخی اصطلاحات محلی حفظ می‌شوند و نام‌های انگلیسی با لهجهٔ آمریکایی تلفظ می‌شوند. در برخی موارد، فیلم‌های کم‌بودجهٔ آمریکایی مستقیماً با دوبلهٔ فرانسوی کبکی در فرانسه منتشر می‌شوند که گاه موجب برداشت‌های طنزآمیز ناخواسته می‌گردد.
پرتغال و برزیل نیز از نسخه‌های متفاوت دوبله استفاده می‌کنند. از آنجا که دوبله در پرتغال چندان محبوب نبود، تا دههٔ ۱۹۹۰ فیلم‌های کودکان اغلب با دوبلهٔ باکیفیت برزیلی منتشر می‌شدند. تنها در دههٔ ۱۹۹۰ دوبله در پرتغال رایج شد. فیلم شیرشاه نخستین اثر دیزنی بود که به‌طور کامل به پرتغالی اروپایی دوبله شد. پس از آن، تمام انیمیشن‌های بزرگ نسخهٔ پرتغالی یافتند و در نسخه‌های جدید دی‌وی‌دی، بسیاری از کلاسیک‌هایی که فقط به پرتغالی برزیلی دوبله شده بودند، دوباره با دوبلهٔ اروپایی منتشر شدند.
در فلاندر (منطقهٔ هلندی‌زبان بلژیک), کارتون‌ها اغلب به‌صورت محلی با دوبلورهای هلندی‌زبان فلاندری دوبله می‌شوند، نه با صداگذاری‌هایی که در هلند تولید شده‌اند.
منطقهٔ آلمانی‌زبان شامل آلمان، اتریش، بخش‌هایی از سوئیس و لیختن‌اشتاین، از نسخهٔ مشترکی از دوبلهٔ آلمانی معیار استفاده می‌کنند که از تفاوت‌های منطقه‌ای پرهیز می‌کند. دوبلورها عمدتاً آلمانی یا اتریشی هستند. در سوئیس (که چهار زبان رسمی دارد)، نسخهٔ دوبله شده هر فیلم به زبان همان کشور منبع (به جز زبان رومانش) نمایش داده می‌شود. لیختن‌اشتاین تنها از نسخهٔ آلمانی استفاده می‌کند.
گاهی فیلم‌ها به گویش‌های مختلف آلمانی نیز دوبله می‌شوند، مانند برلینی، کلنی، ساکسونی، گویش‌های بایرنی و آلمانی سوئیسی، به‌ویژه در انیمیشن‌ها. این نسخه‌ها اغلب به‌عنوان "ویژگی ویژه" در نسخه‌های دی‌وی‌دی ارائه می‌شوند تا انگیزهٔ خرید را افزایش دهند. از جمله فیلم‌هایی که به گویش‌های مختلف دوبله شده‌اند می‌توان به آستریکس، پری دریایی کوچک، شرک ۲، ماشین‌ها (با دوبلهٔ اتریشی)، و بالا (با دوبلهٔ اتریشی) اشاره کرد.
برخی فیلم‌ها و سریال‌های زنده نیز دارای دوبلهٔ خاص منطقه‌ای هستند، مانند: بیب و دنباله‌اش، بیب: خوک در شهر (نسخه‌های آلمانی، اتریشی، سوئیسی)؛ تمرین برای قتل، توطئه (+ اتریشی)؛ مانسترها، سِرپیکو، رامپول (+ اتریشی)؛ و پرندگان خارزار (فقط نسخهٔ اتریشی).
پیش از وحدت آلمان، آلمان شرقی نسخه‌های دوبلهٔ خاص خود را تولید می‌کرد. برای نمونه، سری فیلم‌های دارودستهٔ اولسن و مجموعهٔ انیمیشنی مِزگا از مجارستان هم در آلمان غربی و هم آلمان شرقی دوبله شده بودند.
در زبان صربی‌کرواتی معمولاً دو دوبله تولید می‌شود: صربی برای صربستان، مونته‌نگرو و بوسنی و هرزگوین؛ و کرواتی برای کرواسی و بخش‌هایی از بوسنی و هرزگوین.

## مطالعهٔ بیشتر
- معلوف، رامز (۱۹ دسامبر ۲۰۰۳). دوبله به عربی: اسب تروا در دروازه‌ها؟ (PDF). دانشگاه آمریکایی لبنان. بایگانی‌شده از اصلی (PDF) در ۲۹ آوریل ۲۰۰۴. دریافت‌شده در ۱۰ آوریل ۲۰۱۱.
- کاستلانو، آ. (ویراستار)، «دوبله: نمایه، تاریخ و تحلیل هنری نادیده»، رم، AIDAC-ARLEM، ۲۰۰۱
- دی فورتوناتو، اِ. و پائولینلی، م. (ویراستاران)، «مسئلهٔ دوبله، موانع زبانی و گردش آثار دیداری‌شنیداری»، رم، AIDAC، ۱۹۹۶ (در دسترس در وبگاه: www.aidac.it)
- دی فورتوناتو، اِ. و پائولینلی، م.، «ترجمه برای دوبله – برگردان زبانی آثار دیداری‌شنیداری: نظریه و عمل یک هنر ناقص»، میلان، هوئپلی، ۲۰۰۵
- ASINC بایگانی‌شده  در ۲۰۱۲-۰۸-۲۰ توسط Wayback Machine مجله‌ای آنلاین دربارهٔ نقد هنر دوبله
- درور، آبند-دیوید (۳۱ ژوئیه ۲۰۱۴). رسانه و ترجمه: رویکردی میان‌رشته‌ای. انتشارات بلومزبری. شابک ۹۷۸-۱-۶۲۳۵۶-۱۰۱-۷.
- رُز، جی، تولید صدای عالی برای فیلم و ویدیو. فوکال پرس، چاپ چهارم، ۲۰۱۴. شابک ‎۹۷۸۰۴۱۵۷۲۲۰۷۰| بالای خط فیلم‌سازی                                                                                                                                                                     | بالای خط فیلم‌سازی |
| --- | ----------------- |
| - بازیگر - صداپیشگی - بازیگر اصلی - بازیگر مکمل - گروه بازیگر - بازیگر شخصیت - بیت پارت - حضور افتخاری - کارگردان فیلم - فیلم‌نامه‌نویس - تهیه‌کننده فیلم - مدیر اجرایی تولید - مجری طرح |                   |

| استوری‌برد | - Storyboard artist |

| هنرهای تجسمی | - Matte painter - تصویرگر - طراحی صحنه |

| جلوه‌های بصری | - VFX creative director - جلوه‌های بصری - Compositor - تصویر تولیدشده توسط کامپیوتر - رندرینگ (گرافیک رایانه‌ای) |

| استوری‌برد | - Storyboard artist |

| هنرهای تجسمی | - Matte painter - تصویرگر - طراحی صحنه |

| جلوه‌های بصری | - VFX creative director - جلوه‌های بصری - Compositor - تصویر تولیدشده توسط کامپیوتر - رندرینگ (گرافیک رایانه‌ای) |

| استوری‌برد | - Storyboard artist |

| هنرهای تجسمی | - Matte painter - تصویرگر - طراحی صحنه |

| جلوه‌های بصری | - VFX creative director - جلوه‌های بصری - Compositor - تصویر تولیدشده توسط کامپیوتر - رندرینگ (گرافیک رایانه‌ای) |

| استوری‌برد | - Storyboard artist |

| هنرهای تجسمی | - Matte painter - تصویرگر - طراحی صحنه |

| جلوه‌های بصری | - VFX creative director - جلوه‌های بصری - Compositor - تصویر تولیدشده توسط کامپیوتر - رندرینگ (گرافیک رایانه‌ای) |